# 聖闘士星矢Ω登場人物一覧
聖闘士星矢Ωの登場人物一覧（セイントセイヤオメガのとうじょうじんぶついちらん）は、車田正美の漫画作品『聖闘士星矢』を原作としたテレビアニメ『聖闘士星矢Ω』の登場人物を列挙する。
※ 各人の行動は第1話〜第27話を序章として基礎部分とし、28話〜51話を【十二宮編】52話〜77話を【新生聖衣編】78話〜97話は【Ω覚醒編】の見出しを付け記述する。

## 主要人物
天馬座（ペガサス）の光牙（こうが）
声 - 緑川光 / 雪野五月（幼少）
属性 - 光、闇
技 - ペガサス閃光拳（-せんこうけん）、ペガサス流星拳（-りゅうせいけん）、ペガサス彗星拳（-すいせいけん）、ペガサスローリングクラッシュ
本作の主人公。地上を司る女神アテナである城戸沙織に育てられた13歳の少年。シャイナを師として幼い頃から聖闘士になるための厳しい修行を強いられてきたが、平和な時代において聖闘士の存在意義を見いだせずにいた。マルスの襲来をきっかけにペガサスの聖闘士として覚醒し、拉致され行方の解らなくなった沙織を探すため島を旅立ち仲間達と出会う。赤子の時巻き込まれた聖闘士と火星士との戦いの最中、闇の隕石の影響を受けて黄金聖闘士すら圧倒するほどの強大な闇の小宇宙をその内に秘めることとなり、戦いの中光と闇の狭間で激しく葛藤することになる。火星に捕らえられている沙織を救うべくマルスに挑む。
世間知らずで負けん気は強いが心根が真っ直ぐで優しさも併せ持つ。育ててくれた沙織を慕っており、厳しく接する辰巳やシャイナにも表面上は反抗的な態度を示すものの、その実家族のように思っている。
マルスにより沙織が拉致された後、その行方を追うため故郷の島を後にする。旅の途中で出会った蒼摩と共に聖闘士たちが集うパライストラを目指す。そこでユナ、龍峰、エデンらと出会う。白銀聖衣をかけて彼らとの戦いを控えていたが、学園長であるイオニアが来訪した際、アテナとして連れて来られたアリアと邂逅。その直後、パライストラはマーシアンの襲撃を受けて壊滅する。イオニアとの戦いに敗れた光牙は囚われの身となり、そこで栄斗と出会う。彼の口からパライストラの背後に蠢く闇とマルスの野望を聞かされた光牙は聖域に赴く。マルスの圧倒的な実力を前に光牙たちが苦戦するのを見かねて星矢が出現。光牙たちはアリアを聖域から連れ去る。このため教皇・マルスの命により“反逆者”という汚名を着せられ、白銀聖闘士たちから追撃を受ける。闇の遺跡におけるエデンとの戦いでそれまで光牙自身が信じ続けてきた自らの属性が光の属性ではなく闇の属性であったことと、それをアリアの持つ光の小宇宙の力で抑えられてきたことを知り衝撃を受ける。その後、突如出現したマルスによりアリアを惨殺される。
【十二宮編】
最愛の少女にして自らの片割れとも言うべきアリアを失った悲しみも癒えぬまま、マルスの野望を阻止するため聖域に赴く。白羊宮で貴鬼からマルスの野望と地球の窮地を聞かされ、戦いで傷ついていた聖衣の修復を受ける。仲間たちより一足先に到着した金牛宮でハービンジャーと死闘を繰り広げるも自らの力を認めさせ通過する。巨蟹宮ではアリアによって抑えられていた闇の小宇宙が一時的に暴走し、シラーを圧倒するほどの戦闘能力を見せる。なお、この状態になると肌が黒くなり瞳の色も赤黒くなる。人馬宮で星矢達と同様に先代の射手座の黄金聖闘士アイオロスのメッセージを目撃、その後の磨羯宮での戦闘では再度闇の小宇宙を暴走させられるが自分の意思で抑え込むと共に、セブンセンシズに目覚めペガサス彗星拳を習得した。双魚宮では、アモールによって闇の小宇宙を自分の意思で燃やすように仕向けられ、一時は自力で制御するが抑えきれず暴走してしまう。しかし、ユナのセブンセンシズによって闇の小宇宙を再び抑えられその場をユナに任せ、最頂部へ向かいエデンと共にマルスを撃ち破った。その後、アモールの闇の力によって火星へ移動させられるとギャラクシーメイルを埋め込まれたことにより自身の闇と結合し闇の神アプスが出現、憑依され、圧倒的な力でアモールを倒す。沙織をも殺害せんと迫るが、ユナと地の底から現れた星矢の必死の呼びかけによりアプスを引き離し意識を取り戻す。攫われた沙織を救うべく星矢から射手座の聖衣を授けられ、アプスの闇へ飛び込み傷つきボロボロになりながらも救出に成功する。アプスの一撃が襲ったそのとき、アリアの杖の欠片が自らを守り、目映い光を解き放つ。仲間達の小宇宙と一体化した彼の一撃はアプスを打ち砕く。アリアの光に守られながら仲間達の待つ地上への帰還を果たす。
【新生聖衣編】
アプスを倒した事により光牙もまたペガサス聖闘士の宿命神殺しを背負うことになる。戦いの傷を癒すうちに自らの望みが誰かを守ることではなく、闇の小宇宙に導かれ純粋に戦いを求めているのではないかと思い悩む。そんな折に鋼鉄聖闘士の昴が現れ、直後に新たな敵・パラサイトに襲われる。幾多の戦いで傷つき死んでしまったペガサスの聖衣を辰巳の叱咤を受けて自らの小宇宙で新生聖衣として蘇らせ、パラサイトを撃退する。過去の活躍により、聖闘士候補生や鋼鉄聖闘士達から憧れの存在となっている反面、名を上げんとするパラサイト達からは執拗に狙われる。弟分である昴が加わった影響もあって以前よりは大人びた思慮のある行動をとるようになっている。
パラスベルダでは龍峰の協力を得てタルヴォスを倒し、前線基地では貴鬼に破損した聖衣の修復を受ける。パラス城へ至る最大の難所「刻の門」では仲間から小宇宙の助力を得て門を破壊する。
【Ω覚醒編】
「アルフヘイム」を蒼摩・ユナ・瞬と共に進みスルトを撃破。中庭でアイガイオンに苦戦するも、止めを刺そうと近づいた彼に至近距離から渾身の技を放ち重爆雷斬刃にヒビを入れ、現れた一輝にその場を任せ先へ進む。無限回廊を脱出後はアテナや黄金聖闘士達を先へ進ませガリアと対峙、当初は圧倒的な力の前に劣勢となるが仲間と共にΩの片鱗の力を見せガリアを倒す。聖剣を失ったハイペリオンとの戦いでは昴の石化を解くため果敢に戦いを挑むが聖衣を全壊させられる。しかし、幾度地を舐めてもその度に小宇宙を高めて立ち上がり、仲間と共に宇宙を創りだす力大宇宙（マクロコスモ）に包まれΩを完全に覚醒させΩ聖衣を纏いハイペリオンを破る。最終決戦ではサターンにΩ聖衣を破壊させられて体が動かなくなるも、仲間やほぼ全ての聖闘士・鋼鉄聖闘士からの小宇宙を結集し新たに「Ω聖衣 第二形態」を纏いサターンと再び対峙、その戦いは聖衣が全壊するほどの激闘となるがサターンに自らや人間の力を認めさせる。戦後はエデンと共に旅へ出る。
Ω聖衣は、白と金の鎧が加わり背中に羽が付く。Ω聖衣 第二形態は全身が金色となり金色の巨大な羽が出現。
仔獅子座（ライオネット）の蒼摩（そうま）
声 - 小西克幸
属性 - 火
技 - フレイムデスペラード、ライオネットバーニングファイヤー、ライオネットボンバー、ライオネット・エクスプロージョン、ライオネットフレアストームボンバー、ライオネットバーストフレイムボンバー
14歳。光牙が最初に出会った同世代の聖闘士でパライストラでのルームメイト。南十字座（サザンクロス）の白銀聖闘士・一摩を父に持ち、その姿に憧れて聖闘士を目指すが、幼少時に父が殺害されたため、パライストラ入学前に十分な指導を受けられておらず、当初は技なども不安定だったがその後鍛錬し上達している。普段は飄々としているがアバウトでパライストラの寮の部屋も散らかり放題、小宇宙で出した火で煮炊きをするなど現代っ子的な面もある。食物の好みはかなりの辛党で、女性には軟派。感情のままに突っ走りやすい一面もあり、亡き父の件では特にそれが顕著で、父を殺害したソニアに対しては激しい敵意を抱いていたものの、戦いを通してある種の情もお互い生まれており、彼女が一摩の殺害を苦しんでいたことを知ってからはさらに変化が生まれている。実家はとある治安の良くない下町だが、地元の不良少年達にも「アニキ」と慕われて女性にもモテている。一度光牙達と別行動をとり、その際出会った一角獣座（ユニコーン）の聖闘士である邪武との特訓により、新必殺技「ライオネットボンバー」をマスターした。後にマルスの居城でソニアと戦った際、彼女が持っていた父の南十字座の聖衣石を入手した。
【十二宮編】
光牙と共に聖域でマルスとの戦いに臨む。金牛宮でハービンジャーの放った時空の歪みにより、栄斗と共に獅子宮に飛ばされミケーネと対峙。強大な力に圧倒されるも黄金聖衣の右肩にヒビを入れ力を認めさせ通過する。天蠍宮では光牙・ユナを先へ行かせ父の仇であるソニアと対峙する。技の発動に失敗した彼女を救おうとセブンセンシズに目覚めるもソニアの命を救うことはできなかった。双魚宮では龍峰、栄斗と共にマルス四天王を倒す。地球崩壊が始まると黄金聖闘士の助力で火星へ移動、アプスに憑依された光牙を目撃し彼を止めようとするが魔傷を負う。光牙とアプスの戦闘の際は、光牙に自らの小宇宙を送りアプス撃破を援護。魔傷は地球に降り注いだアリアの光の雨によって浄化する。
【新生聖衣編】
復興したパライストラで聖闘士候補生への講義をしており闘う心は燃え尽きていたが、新たな敵の出現により戦いの道に再び戻りジャミールで貴鬼に聖衣の修復を受ける。パラスベルダでは聖衣を破壊されるも昴、エマ、ケリーと共にロゲを撃破。さらにユナとタッグを組みメトネを倒す。前線基地では貴鬼から破損した聖衣の修復を受け、刻の門では他の仲間と共に自らの小宇宙を光牙に送り門の破壊を援護する。
【Ω覚醒編】
アルフヘイムを光牙・ユナ・瞬と共に進みスルトを撃破。中庭でアイガイオンを相手に劣勢を強いられるが、現れた一輝にその場を任せ先へ進む。無限回廊を脱出後はアテナや黄金聖闘士達を先へ進ませガリアと対峙、当初は圧倒的な力の前に劣勢となるが仲間と共にΩの片鱗の力を見せガリアを倒す。聖剣を失ったハイペリオンとの戦いでは昴の石化を解くため果敢に戦いを挑むも聖衣を全壊させられる。しかし、幾度地を舐めてもその度に小宇宙を高めて立ち上がり、仲間と共に宇宙を創りだす力大宇宙（マクロコスモ）に包まれΩ聖衣を纏いハイペリオンを破る。最終決戦では、サターンにΩ聖衣を破壊させられるが最後の力を振り絞った小宇宙を仲間と共に光牙へ送る。戦後、旅へ出る光牙を仲間と共に見送る。
Ω聖衣はオレンジと金色の鎧が加わり背中に炎を模した羽が出現。
鷲座（アクィラ）のユナ
声 - 雪野五月
属性 - 風
技 - ブラストサイズ、ディバイントルネード、アクィラスピニングプレデーション、アクィラ・シャイニング・ブラスター、ストームトルネード、アクィラフライトルネード
本作のヒロイン。13歳。戦災孤児出身の女性聖闘士。とある北方の街で育ったが幼少期に家族や故郷を戦争で失い、困窮して盗みを働いた所を孔雀座の女性聖闘士パブリーンと出会い彼女に師事することで更生、6歳の時にパライストラに預けられる。パライストラでは優等生ではあったが、登場当初はかなり怒りっぽく女性聖闘士の仮面の掟に内心反発していた。光牙との出会いなどで自らの本心に向き合い信念の元に掟を破り仮面を外してからは素顔で生活しており、性格的にも怒りっぽい部分が影をひそめ冷静で面倒見の良い部分が強調されるようになった。パライストラの女子生徒では唯一ヘルキャンプをクリアしている。星の動きから様々な予兆を読み取る「星読み」の能力を持つ。遺跡破壊の旅ではチームの資金管理を担当。
【十二宮編】
アリアを失ったことで傷心する光牙を心から案ずる。金牛宮でハービンジャーにより巨蟹宮へ飛ばされ、光牙を殺害せんとするシラーとの戦いの中で「自分の命を捨ててでも仲間を守る」という覚悟を新たに持ったことでセブンセンシズに目覚めるが、アリアの加護を失った光牙が闇の小宇宙で暴走しかけたのを目の当たりにする。人馬宮では先代の射手座の黄金聖闘士アイオロスのメッセージを目撃し、双魚宮ではアモールと対峙するが圧倒的な実力差に翻弄される。アモールの目的が光牙を闇の小宇宙に目覚めさせ、アプスの依り代とすることだと知り、闇に囚われかけた光牙を体を張って救う。マルス打倒のため光牙を先に行かせ、自身はアモールの足止めをする。地球崩壊が始まり、アモールが火星へ移動するや自らも黄金聖闘士の助力で火星へ移動する。火星ではアプスに憑依され闇に墜ちた光牙を元に戻すため、現れた星矢と共に必死の呼びかけをしアプスを引き離すことに成功する。光牙とアプスの戦闘の際は、光牙に自らの小宇宙を送りアプス撃破の援護をする。魔傷は地球に降り注いだアリアの光の雨によって浄化する。
【新生聖衣編】
ジャミールを訪れ貴鬼に聖衣の修復を受けるも心の中には未だ迷いがあり聖衣を纏えずにいた。光牙の叱咤により迷いを断ち新生聖衣を纏う事に成功する。

パラスベルダでは蒼摩と力を合わせてメトネを撃破。前線基地では貴鬼に破損した聖衣の修復を受ける。刻の門では他の仲間と共に自らの小宇宙を光牙に送り門の破壊を援護する。
【Ω覚醒編】
アルフヘイムを光牙・蒼摩・瞬と共に進みスルトを撃破。中庭でアイガイオンを相手に劣勢を強いられるが現れた一輝によりその場を任せ先へ進む。無限回廊を脱出後はアテナや黄金聖闘士達を先へ進ませガリアと対峙、当初は圧倒的な力の前に劣勢となるが仲間と共にΩの片鱗の力を見せガリアを倒す。聖剣を失ったハイペリオンとの戦いでは昴の石化を解くため果敢に戦いを挑むも聖衣を全壊させられる。しかし、幾度地を舐めてもその度に小宇宙を高めて立ち上がり、仲間と共に宇宙を創りだす力大宇宙（マクロコスモ）に包まれΩ聖衣を纏いハイペリオンを破る。最終決戦では、サターンにΩ聖衣を破壊させられるが最後の力を振り絞った小宇宙を仲間と共に光牙へ送る。戦後、旅へ出る光牙を仲間と共に見送る。
Ω聖衣はピンクと金の鎧が加わり背中に羽が出現。
龍座（ドラゴン）の龍峰（りゅうほう）
声 - 柿原徹也
属性 - 水
技 - 廬山昇龍覇（ろざんしょうりゅうは）、水発勁（すいはっけい）、鏡花水月（きょうかすいげつ）、明鏡止水（めいきょうしすい）、廬山百龍覇（ろざんひゃくりゅうは）、水龍円舞（すいりゅうえんぶ）、廬山千龍覇（ろざんせんりゅうは）
13歳。先代の龍座の聖闘士・紫龍と彼の幼なじみ春麗の実子。父の指導を受け龍座の青銅聖衣を譲られており、幼い頃にパライストラに入学し学園でもトップクラスの優等生となった。その伝説的ともいえる父の存在もあり教員や同級生からも一目置かれている。実力も父譲りの豊かな才能を持つが病弱な体質のため廬山昇龍覇は一度の戦いで一発しか撃てない。小柄で女性的な容姿であり物腰も穏やかだが、戦い方は容赦なく強かな一面を持つ。
かつて父と因縁のあったペガサスの聖闘士である光牙のことを初対面から強く意識している。両親への思い入れは深く自らの小宇宙を高めることで魔傷に冒された父の体を元に戻すことを悲願とする。父が管理していた天秤座の黄金聖衣を玄武に奪われて以降はその奪還も旅の目標の一つに加わった。
龍座の聖衣は旧作同様に青銅聖衣最強の硬度の盾を備えているがミケーネとの戦いで盾を砕かれてしまう。十二宮編冒頭で貴鬼に修復されるまでの間、聖衣装着シーンのバンクも盾が破損したものに差し替えられていた。
【十二宮編】
金牛宮でハービンジャーに双児宮へ飛ばされ、パラドクスとの戦いの中で瞬から受けた言葉を思い出しメインキャラクターの中で最初にセブンセンシズに目覚める。天秤宮では仇敵として後を追っていた玄武の真意を知り和解する。時貞により栄斗と共に時間の果てへ消失するが玄武から送られたツインロッドを伝い天秤宮へ帰還し、双魚宮では蒼摩、栄斗と共にマルス四天王を倒す。地球崩壊が始まると黄金聖闘士の助力で火星へ移動し、アプスに憑依された光牙を止めようとするが魔傷を負う。光牙とアプスの戦闘の際は、光牙に自らの小宇宙を送りアプス撃破の援護をする。魔傷は地球に降り注いだアリアの光の雨によって浄化する。
【新生聖衣編】
ジャミールで聖衣の修復を受けるが紫龍を魔傷による浸食から救うという当初の目的が果たされたことで、龍座の聖衣を元の所有者である父に返還し一線を退くつもりでいた。紫龍の元で嫌々ながら修行をしていた際、パラサイトの襲撃を受け苦戦を強いられるが窮地に置かれたことで小宇宙を高めることに成功し父と同様に背中に龍が発現、新生聖衣を纏いパラサイトを撃退する。玄武の死後、檄から天秤座の聖衣石を託される。

パラスベルダでは光牙と共にタルヴォスを倒す。

その後、光牙、栄斗と共にミラーに立ち向かうも盾を破壊される。前線基地では貴鬼に破損した聖衣の修復を受け、二級パラサイトとなったパラドクスの作りだした亜空間でインテグラと共に彼女を撃破する。刻の門では天秤座の聖衣石を紫龍に渡し、他の仲間と共に自らの小宇宙を光牙に送り門の破壊を援護する。
【Ω覚醒編】
「ドヴェルグ」を紫龍と共に進みレアと交戦。紫龍が倒れた後、自ら聖衣を外し、セブンセンシズをも超える小宇宙の爆発を見せつける。無限回廊を脱出後はアテナや黄金聖闘士達を先へ進ませガリアと対峙、当初は圧倒的な力の前に劣勢となるが仲間と共にΩの片鱗の力を見せガリアを撃破する。聖剣を失ったハイペリオンとの戦いでは昴の石化を解くため果敢に戦いを挑むも聖衣を全壊させられる。しかし、幾度地を舐めてもその度に小宇宙を高めて立ち上がり、仲間と共に宇宙を創りだす力大宇宙（マクロコスモ）に包まれΩ聖衣を纏いハイペリオンを破る。最終決戦では、サターンにΩ聖衣を破壊させられるが最後の力を振り絞った小宇宙を仲間と共に光牙へ送る。戦後、旅へ出る光牙を仲間と共に見送る。
Ω聖衣は青と金の鎧が加わり背中に羽が出現。また、盾と矛が付属する。
狼座（ウルフ）の栄斗（はると）
声 - 鈴木達央 / 水原薫（幼少）
属性 - 土
技 - 変わり身の術（かわりみのじゅつ）、金遁の術（きんとんのじゅつ）、土遁の術（どとんのじゅつ）、火遁の術（かとんのじゅつ）、十文字岩石崩し（じゅうもんじがんせきくずし）、青龍鉄砲水（せいりゅうてっぽうみず）、火炎の舞 乱れ撃ち（かえんのまい みだれうち）、秘伝 咆哮天狼崩し（ひでん ほうこうてんろうくずし）、土遁 双牙咆狼陣（どとん そうがほうろうじん）、野槌崩し（のづちくずし）、土遁 鳳仙花（どとん ほうせんか）、キコウ斬り（きこうぎり）、土遁 土塁天井（どとん どるいてんじょう）、水遁 絶対零度（すいとん ぜったいれいど）、白狼拳 伝神無双（はくろうけんでんしんむそう）、岩戸返し（いわとがえし）、分身の術（ぶんしんのじゅつ）、狼牙拳 羅刹旋風刃（ろうがけん らせつせんぷうじん）、秘伝 地人一体（ひでん ちじんいったい）、土遁 砂塵の舞（どとん さじんのまい）、白狼拳 闘牙疾走（はくろうけん とうがしっそう）、ローリングストーン、ウルフスクロー、ウルフガングバイクブロー、ウルフスバックストライク、ウルフズロックデッドハウリング
13歳。長髪にスーツ姿、眼鏡をかけている知的な少年。同世代の聖闘士の中ではトップクラスの実力を有する。パライストラにおいて、学園長イオニアに疑念を抱き独自に調査するも露見して捕縛され投獄、表向きは自主退学とされていたが牢獄にて同じく投獄されてきた光牙と出会い共に脱出し仲間になる。出身は富士山麓に隠れ住む富士流という忍術を操る忍者一族の末裔で、忍術と聖闘士の技をミックスすることで、本来の属性である土の範疇を越えた多彩な技を操る。博識で洞察力にも優れるが一方で気まぐれな面もあり、光牙達とは行動を共にしたり無断で離れたりする。
現在の性格はマイペースで群れることを嫌い他者と距離を置く部分もあるが幼少時は素直な性格だった。かつて兄のように慕っていた先代の狼座の聖闘士・芳臣が時貞との戦闘で殺害された際、逃げるよう促されていたとはいえ彼を見捨てて逃げたことを内心引きずっており、それ以降性格に変化があったと父・善三はみている。芳臣の死後、彼の狼座の聖衣石を受け継ぎ独自に修行をして故郷を出奔した過去がある。
【十二宮編】
金牛宮でハービンジャーの力で時空の歪みに送られ蒼摩と共に獅子宮に飛ばされミケーネと対峙。強大な力に圧倒されるも最後には力を認めさせ通過する。天秤宮では芳臣の仇・時貞により龍峰と共に時間の果てへ消失、力を強化された時貞に追い詰められるがセブンセンシズに目覚めたことで時貞を倒す。その後、玄武から送られたツインロッドを伝い天秤宮へ帰還し双魚宮では蒼摩、龍峰と共にマルス四天王を撃破。地球崩壊が始まると黄金聖闘士の助力で火星へ移動し、アプスに憑依された光牙を止めようとするが魔傷を負う。光牙とアプスの戦闘の際は、光牙に自らの小宇宙を送りアプス撃破の援護をする。魔傷は地球に降り注いだアリアの光の雨によって浄化する。
【新生聖衣編】
ジャミールで聖衣の修復を受けた後に故郷へ戻り芳臣の墓参りをしている最中、ラジオから流れるロックに感化されバンドを組む。バンド内ではヴォーカルを担当しメジャーデビューを控えていた。光牙からアテナの危機と新たな敵の存在を知らされ心に迷いを生じつつもロックを選択。ライブを開催するが光牙の小宇宙が消えたことを感じるとステージを飛び下り彼の元へ向かう。観客やメンバーを石化されたことに激怒し新生聖衣を纏いパラサイトを撃退、メンバーと観客達を救うために再び戦いの道へ舞い戻る。玄武の指示でパラサイトの動きを探るなど光牙達とは別行動を取っている。
なお、新生聖衣編より横文字の名の技を使うようになるなど、ロックに感化された影響が戦闘にも見られる。
パラスベルダでは昴を襲ったキュレーネ・グレイプを敗走させ彼との絆を深める。ミラーとの戦いで殺気を消すことができるようになったが、右腕と下半身以外の聖衣が大破。前線基地では貴鬼に大破した聖衣の修復を受け、刻の門では他の仲間と共に自らの小宇宙を光牙に送り門の破壊を援護する。
【Ω覚醒編】
「ニブルヘイム」をエデン・昴・氷河と共に進み時貞を撃破する。無限回廊を脱出後はアテナや黄金聖闘士達を先へ進ませガリアと対峙、当初は圧倒的な力の前に劣勢となるが仲間と共にΩの片鱗の力を見せガリアを倒す。聖剣を失ったハイペリオンとの戦いでは昴の石化を解くため果敢に戦いを挑むも聖衣を全壊させられる。しかし、幾度地を舐めてもその度に小宇宙を高めて立ち上がり、仲間と共に宇宙を創りだす力大宇宙（マクロコスモ）に包まれΩ聖衣を纏いハイペリオンを破る。最終決戦では、サターンにΩ聖衣を破壊させられるが最後の力を振り絞った小宇宙を仲間と共に光牙へ送る。戦後、旅へ出る光牙を仲間と共に見送る。
Ω聖衣は緑と金色の鎧が加わり背中に羽が出現。
オリオン座のエデン
声 - 諏訪部順一 / 今井由香（幼少）/ 大空直美（赤子）
属性 - 雷
技 - フォルゴーレ・ルネッサンス、トニトルイサルターレ、トニトルイフェラカーラス、ヒーリア・マシティーラ、トワノ・トルナード、オリオンズデヴァステーション、オリオンズ・エクスターミネーション、オリオンズスパイラルサンダーボルト
15歳。パライストラにおいて聖闘士ファイト優勝候補の筆頭に名前が挙げられる実力者であり品格のあるその振る舞いも相まって皆にその行動を注目される存在だが、自らの力への自信から周りなど眼中になく周囲と距離をおいている。その正体はマルスの息子であり、マルスの作る新世界の王となるべく育てられた。アリアに対して強い想いを抱いている。
パライストラ陥落の後、雷の遺跡での光牙との激突、続く闇の遺跡での自らの心の闇との対峙を経てアリアへの態度の独善性に気付くが、直後アリアを父マルスの手によって失い精神の袋小路に入り込むことになる。
【十二宮編】
父であるマルスが自分(エデン)を支配者とする楽園建設の人柱として最愛のアリアを殺害したことに激しく苦悩する。アリアの導きによって再起を果たすや、マルスに反旗を翻すことを決意し聖域に赴く。処女宮でフドウと戦いセブンセンシズに覚醒する。天蠍宮での異母姉ソニアの亡骸との対面、叔父でもある魚座のアモールとの衝突を経て、光牙と共についに父マルスと対峙、辛くも勝利する。その後の火星での戦いではアプスに憑依された光牙を相手に魔傷を負いながらも奮闘、光牙とアプスの決戦に自らの小宇宙を送り、光牙を援護する。
【新生聖衣編】
火星での戦いの後パラサイト側に寝返るが実際は内情を探るスパイとしての行動であった（しかし、それは自らのための行動であるとエウロパは指摘している）。十二宮の戦いで散った家族やアリアを弔う日々を送っていたが、エウロパからアリアと家族を蘇らせることを条件に光牙の抹殺依頼を受けインパルスメイスという名のクラブを使うパラサイトとして出現し光牙と交戦する。その後、聖闘士としての本心を見せ新生聖衣を纏い自らの聖域（アリアの墓）を侵したパラサイトを退けるも光牙達とは同行せず一人何処かへと姿を消す。その後、自らに流れる神の血が昴の持つ小宇宙に引き寄せられパラスベルダへ侵入、エウロパを驚愕させた彼の小宇宙の正体を探るため光牙達に同行する。昴からは「神の血を持つのにそれを否定する愚か者」だと誹られる。
守れなかった人々がいながら、それでも残る人々を守り一人で戦い続けたケレリスと、戦場で救った少女セレーネの出会いで守るべき人々と守る者がある強さに気付き、テーベの最終奥義を打ち砕く。前線基地で貴鬼に聖衣の修復を受けた際に昴に対する懸念を打ち明け、貴鬼から昴の監視を命じられる。刻の門では他の仲間と共に自らの小宇宙を光牙に送り門の破壊を援護する。
【Ω覚醒編】
ニブルヘイムを昴・栄斗・氷河と共に進み時貞を撃破。無限回廊を脱出後はアテナや黄金聖闘士達を先へ進ませガリアと対峙、当初は圧倒的な力の前に劣勢となるが仲間と共にΩの片鱗の力を見せ武神光臨剣を砕きガリアを倒す。聖剣を失ったハイペリオンとの戦いでは昴の石化を解くため果敢に戦いを挑むも聖衣を全壊させられる。しかし、幾度地を舐めてもその度に小宇宙を高めて立ち上がり、仲間と共に宇宙を創りだす力大宇宙（マクロコスモ）に包まれΩ聖衣を纏いハイペリオンを破る。最終決戦では、サターンにΩ聖衣を破壊させられるが最後の力を振り絞った小宇宙を仲間と共に光牙へ送る。戦後、光牙と共に旅へ出る。
Ω聖衣は紫と金の鎧が加わり背中に羽が出現。

### 『新生聖衣編～Ω覚醒編』の登場人物
小馬座（エクレウス）の昴
声 - 水島裕
技 - スーパーノヴァ・エクスプロージョン、プレアデステンペスト、スチールボルトアロー、プレアデスインパクト、スチールボルトキャノン、スチールハリケーン、クロノコンクルージョンエターナル（サターン）
『新生聖衣編』および『Ω覚醒編』の実質的もう一人の主人公。
12歳の少年。自信家で光牙にライバル心を燃やし「お前を倒して俺が神になる」と豪語し拳を向けるが全く相手にされず、直後に出現したパラサイトと交戦し光牙に助けられ以後成り行きで行動を共にする。実力は未だ十分でなく三級パラサイトにも歯が立たないが、鋼鉄聖闘士を統括する蛮には才能があると評されており鋼鉄聖闘士の中では上位の実力。戦いの最中に光牙は彼から闇の小宇宙にも似た攻撃的な小宇宙を感じ取っており、シャイナも彼の目の光を見て何かしらの違和感を覚えている。鋼鉄聖闘士は小宇宙は用いず戦うため何らかの秘密がある模様。素性は不明であり過去の記憶は全くなく、嵐の吹き荒れる日に鋼鉄聖闘士養成所に突如姿を現わし強くなるため一心不乱に修行をしていた。当初は鋼鉄聖衣を大切にせず教官である那智達に叱責されていたが、ハティがキャンプを襲撃してきた際にエルナが自分を護って死んだため彼の遺品である鋼鉄聖衣を纏い覚醒、ハティをして「これまで感じたことのない大きな小宇宙」を全身から溢れさせ撤退させるに至り、エルナの墓の前で彼の鋼鉄聖衣を大切にすると誓う。エウロパとの戦闘の際にエデンが「神の力は不要」と発言したことに衝撃を受けた時やケレリスから小馬座の青銅聖闘士の座を引き継いだ際に尋常ではない強大な小宇宙を発揮させており、エデンは彼の存在を注視し続けている。
ケレリスから小馬座の聖衣を受け継ぎ、自らの血により新生聖衣に進化させキュレーネ・グレイプを撃破する。その際、マスクの形状がキタルファやケレリスと異なっている。羅喜との出会いの際にはハリメデを倒す。前線基地では貴鬼から聖衣の修復を受け、刻の門では他の仲間と共に自らの小宇宙を光牙に送り門の破壊を援護する。パラスの背後にいる存在の動きを追ってきた一輝にはなぜか目を合わすことができない。
【Ω覚醒編】
ニブルヘイムをエデン・栄斗・氷河と共に進み時貞を撃破する。その際、誰にも不可能だった自分の時間を止めている時貞に傷を負わせ「時間は人を成長させる」と意味深な笑いを浮かべ、無限回廊を脱出後はアテナや黄金聖闘士達を先へ進ませガリアと対峙、圧倒的な力の差に追い込まれるが立ち上がった彼の身に異変が起き、ガリアでさえ驚愕する圧倒的な小宇宙を放ち武神光臨剣にヒビを入れる。ハイペリオンとの戦いでは人間の想いの強さを見せつけるかのように異常なまでの小宇宙を放ち彼を圧倒、その際、体内から自らへ語りかける声に驚く。が、ハイペリオンにより石化させられ魂は精神世界で出会った謎の男から人間について質問を受ける。自身は人間は強いということを主張し自分を救出するため戦っている光牙達のため、元いた世界へ戻ろうと自ら石化を解きハイペリオンに拳を浴びせ撃破するが謎の男が自分自身と気づき驚愕する。エウロパが現れた時「人間は強い でもそれは一時の強さ 神の力は永遠 神の力はもっと強い」と述べつつ彼の元へ歩み寄る。
サターン
昴の正体。土星を司り、時空を支配する刻の神。全ての時空の覇者。永劫の時を生きてきた不滅の存在とされる。パラスの裏で暗躍していた黒幕でありエウロパやパラサイト四天王を部下に持つ。パラスの刻衣を作り四天王に聖剣を授け、時間の果てで死に瀕していた時貞に力と刻衣を与え部下へ引き込んだ。纏う刻衣のオブジェは砂時計型である。
幾多の神々を倒し忌々しい存在と捉える人間の力の謎を知るため、及び人間の価値を見極めるため、部下には告げず自らの記憶を封印し昴という少年に姿を変え人間として生きてきた。エウロパの計画で螺旋のリングから出で、アテナとパラスの小宇宙を吸い取った、「死と再生、破壊と創造を司る」二匹の蛇ウロボロスの作る円の内部でウロボロスから小宇宙を吸収し真の姿へと戻った後、改めて人間の愚かさを痛感したと人間の存在を否定、その抹殺を宣言し、地球全域を時間停止させる。
受けた傷や全壊した刻衣を即座に治癒・修復できる力や、Ωに覚醒した光牙達及び星矢の拳を小宇宙の防御壁のみで弾き返すほど途轍もない小宇宙を持つ。星矢や光牙達を別次元の力で下すも仲間の小宇宙を結集しΩ聖衣 第二形態を纏った光牙と再び対峙。互いの戦闘衣が全壊する激闘の中、神の身では味わうことのなかった高揚感を感じ光牙や人間達の力をある程度認めたようで、光牙から刻まれた傷を「お前という聖闘士と戦ったかけがえのない時を忘れぬために」永遠に残すことを決め、「お前達がΩを失ったら再び地球を奪いに来る」と言い残し、修復した小馬座の聖衣に自らの想いを託し宇宙の彼方へと去る。
真・永劫輪舞（しん・えいごうりんぶ）は本来サターンの剣であり、パラスが借り受けた聖剣・永劫輪舞に四天王の聖剣を吸収させることで本来の大鎌状に変化する。サターンを護るため移動するなど意志を持ち、自らの刻衣に纏わせる事ができる。

## 青銅聖闘士
小馬座（エクレウス）の昴
声 - 水島裕
鋼鉄聖闘士としては小馬座（エクレウス）の昴の項目を参照。
アンドロメダ座の瞬（しゅん）
声 - 神谷浩史
属性 - 風
技 - ネビュラチェーン、ローリングディフェンス、ネビュラストリーム、ネビュラストーム、サンダーウェーブ
かつて星矢と共に戦った伝説の聖闘士。13年前、光牙と沙織がマルスに襲われた際に仲間達と共に駆けつけマルスに魔傷を負わされた。魔傷が左腕一面に及んだ影響で小宇宙を燃やせないために聖闘士としては休業状態。ある砂漠の貧しい村で医療ボランティアを行っており村人にも慕われている。戦いで傷ついた光牙と龍峰を救出しミゲルの再度の来襲時には不完全ながらネビュラチェーンを放ち彼らを守った。龍峰をその後暫く自宅に置いて療養させていた際、紫龍達の過去の戦いやセブンセンシズについて話しておりこれが後に龍峰の実戦で役に立つことになる。
聖衣石は先端がアルファベットのO型状のネックレス。旧作と基本的なデザインは近いが黒い縁取りが付いている。
【新生聖衣編】
光牙達の活躍で魔傷は回復している。ハリメデの襲撃を受けた町へ救援に赴くもレイの兄・フィリップを救えず石化させられてしまったためレイから信用されていなかった。ハリメデの策略でレイに聖衣石を持ち出された際は窮地に陥るが、兄の想いを受けたレイが聖衣石を取り戻すと、自らの小宇宙を高めてアンドロメダの聖衣を進化させハリメデを撃退する。素手でトリプルロッドを破損させ、初期技のネビュラチェーンでハリメデを撃退するなど青銅聖闘士としては規格外の実力を誇る。アテナの聖域招集命令がかかる中で独自に行動していた聖闘士の一人でパラサイトの撃退よりも被害に遭った人々への保護を優先。紫龍、氷河と共にパラスベルダへ参戦し刻の門へ集結。他の仲間と共に自らの小宇宙を光牙に送り門の破壊を援護する。
【Ω覚醒編】
アルフヘイムを光牙・蒼摩・ユナと共に進みスルトを撃破。中庭でアイガイオンを相手に劣勢を強いられるが、現れた一輝にその場を任せ先へ進む。無限回廊を脱出後は氷河と共にエウロパやミラーと対峙するも取り逃がす。サターンの復活後は、氷河・ハービンジャー・タイタンと共に両女神の止めを刺すため現れたエウロパと交戦し自らは倒れるも彼を瀕死の状態まで追い込む。最終決戦では、サターンに時を奪われ石化するが沙織の呼び掛けに応え、自らの小宇宙を光牙へ送る。
鳳凰座（フェニックス）の一輝（いっき）
声 - 杉田智和
技 - フェニックス幻魔拳（-げんまけん）、鳳翼天翔（ほうよくてんしょう）
かつて星矢と共に戦った伝説の聖闘士。鳳凰座の聖衣と共にその伝説は光牙と昴を除く青銅聖闘士達にも伝わっている。マルスとの戦いに仲間達と共に駆けつけるが魔傷を負わされた。光牙達がマルスと戦っている頃、パラスの背後にいる存在にいち早く気づき動きを追っていた。
【新生聖衣編】
光牙達の活躍で魔傷は回復している。鳳凰座の聖衣はマルスとの戦いの以後も、聖衣石化の影響にもかかわらずかつての姿を取り戻している。アイガイオンと戦い重爆雷斬刃にヒビを入れ、カノン島にある火山の火口でその戦いの傷を癒す。パラス城の目前でミラーに翻弄されている光牙達の前に現れミラーと干戈を交える。一旦は聖衣を破壊されるも自己修復能力により再び鳳凰座の聖衣を纏い、終始ミラーとの戦いを優勢に進め、彼の入手した聖衣石を取り返し撤退に追い込む。光牙達を叱咤し、刻の門へ集結。他の仲間と共に自らの小宇宙を光牙に送り門の破壊を援護する。
【Ω覚醒編】
パラス城へ突入し、城内では複雑な構造に戸惑う仲間達に構わず先行。アルフヘイムの中庭で危機に陥っている光牙達の前に現れ彼らを先へ進ませアイガイオンと交戦、重爆雷斬刃を破壊し彼と共に消滅するが時空の狭間からアイガイオンにより地上へ戻される。Ωのことに触れた際、Ωには一人では到達できないため、光牙達にはその大いなる可能性があると語っている。最終決戦では、沙織の呼び掛けに応え自らの小宇宙を光牙へ送る。戦後、何処かへ去って行った。
白鳥座（キグナス）の氷河（ひょうが）
声 - 宮野真守
属性 - 水
技 - ダイヤモンドダスト、オーロラサンダーアタック、オーロラエクスキューション、フリージングコフィン
かつて星矢と共に戦った伝説の聖闘士。マルスとの戦いで魔傷を負っている。慟哭の谷にて、エデンに敗れ自信を喪失した光牙を叱咤し、再起を促す。
21話・28話では自身の名は名乗らず、クレジットも「謎の男」と表記されている。76話で初めて名乗るまで公式サイトでも1年以上「謎の男」として紹介され、正体は伏せられていた。なお、この間に人気投票が行われており「謎の男」名義で2位にランクインしている(1位は星矢、光牙は6位)。
【新生聖衣編】
光牙達の活躍により魔傷は回復している。白鳥座の新生聖衣を纏い紫龍、瞬と共にパラスベルダへ参戦、多数のパラサイト雑兵を氷漬けにし刻の門へ集結。他の仲間と共に自らの小宇宙を光牙に送り門の破壊を援護する。
【Ω覚醒編】
ニブルヘイムをエデン・栄斗・昴と共に進み時貞を撃破する。無限回廊を脱出後は瞬と共にエウロパやミラーと対峙するが取り逃がす。サターンの復活後は、瞬・ハービンジャー・タイタンと共に両女神の止めを刺すため現れたミラーと交戦し撃破、最終決戦では、サターンに時を奪われ石化するが沙織の呼び掛けに応え、自らの小宇宙を光牙へ送る。
海蛇座（ヒドラ）の市（いち）
声 - 小野坂昌也
属性 - 土 /水（クルセイド）
かつて星矢と共に聖戦を闘った聖闘士。「ギャラクシアンウォーズ」を戦った聖闘士達が後進育成のために現役を退く中、かつての星矢達の如く自らが主役となって輝く時を夢見て聖闘士として生きることに拘り続けている。小宇宙に属性を加えた新たな闘法に対応出来ておらず自分より遥かに若い少年少女達と共にパライストラで学んでいる。若干やさぐれているために、歳下の学友達に威張り散らすなど大人げない面も見せるが光牙達には「市先輩」と呼ばれ受け入れられている。
【新生聖衣編】
蒼摩の講義に乱入し聖闘士候補生達に自らの聖衣を見せびらかしていた。その後パライストラを襲ったロゲの前に勢い良く飛び出すがパラサイトビーの攻撃を受けあっさりと眠らされてしまう。パラサイトとの戦いのためアテナの元へ集結する。パライストラでは雑兵へ指示を出しつつ守りを固め、パラスベルダではパラサイト雑兵に名乗り口上を述べる。パラスベルダ内の前線基地では貴鬼に聖衣の修復を受け喜び、他の青銅、白銀聖闘士達と前線基地を守るためパラサイトの大軍と交戦する。
【Ω覚醒編】
パラス城内部へ突入した光牙達を追うパラサイト兵を食い止めるため奮闘。最終決戦では、サターンに時を奪われ石化するが沙織の呼び掛けに応え、自らの小宇宙を光牙へ送る。
カジキ座（ドラド）のスピア
声 - 織田優成
属性 - 水
技 - ソードフィッシュカッター
パライストラの生徒。何かとユナをからかっては怒らせたり光牙に嫌味を言ったりするが、ユナと決闘して敗れた際は潔く敗北を認める。火星士の襲来で捕虜になりバベルの塔内のトゥームスクイーズに仮死状態で囚われる。
【新生聖衣編】
パライストラで市達と共に雑兵へ指示を出しつつ守りを固めるが、玄武の死亡後は一時自信を喪失していた。パラスベルダ内の前線基地では他の青銅、白銀聖闘士達と前線基地を守るためパラサイトの大軍と交戦する。
【Ω覚醒編】
最終決戦では、サターンに時を奪われ石化するが沙織の呼び掛けに応え、自らの小宇宙を光牙へ送る。
トナカイ座（カリブー）のルドルフ
声 - 徳山靖彦
属性 - 風
パライストラの生徒。スピアの取り巻きで太った大柄な少年。
【新生聖衣編】
玄武の葬儀に参列している。
鳩座（コロンバ）のグレイ
声 - 根本幸多
属性 - 火
パライストラの生徒。スピアの取り巻き。
【新生聖衣編】
玄武の葬儀に参列している。
飛び魚座のアルゴ
声 - 神奈延年
属性 - 水
パライストラの生徒。二世聖闘士である蒼摩を一方的に敵視し、ヘルキャンプで妨害行為を行うも檄の知る所となり失格となる。
冠座のダリ
属性 - 風
パライストラの生徒。技巧派の聖闘士で、聖闘士ファイト一回戦でエデンと対戦するも一撃で敗れる。
【新生聖衣編】
パライストラでは市達と共に雑兵に指示を出しつつ守りを固め、パラスベルダ内の前線基地では他の青銅、白銀聖闘士達と前線基地を守るためパラサイトの大軍と交戦する。
【Ω覚醒編】
最終決戦では、サターンに時を奪われ石化するが沙織の呼び掛けに応え、自らの小宇宙を光牙へ送る。
コンパス座のフック
声 - 沼田祐介
属性 - 土
技 - グランド・ニードル
パライストラの生徒。小柄な眼鏡姿で対戦相手を徹底的に調べる研究熱心な性格。聖闘士ファイト一回戦で光牙と対戦したが敗れる。火星士の侵攻時は生身で戦っていた。
【新生聖衣編】
パライストラでは守りを固め、パラスベルダ内の前線基地では他の青銅、白銀聖闘士達と前線基地を守るためパラサイトの大軍と交戦する。
【Ω覚醒編】
最終決戦では、サターンに時を奪われ石化するが沙織の呼び掛けに応え、自らの小宇宙を光牙へ送る。
イルカ座（デルフィネス）のギュネイ
声 - 宮崎寛務
属性 - 水
技 - デルフィネス・ボム
パライストラの生徒。聖闘士ファイト準々決勝でユナと対戦し敗れる。
【新生聖衣編】
アテナの元へ集結した時は昴の横に控え（この際、聖衣のカラーが銀色になっていた）、パラスベルダ内の前線基地では他の青銅、白銀聖闘士達と前線基地を守るためパラサイトの大軍と交戦する。
鶴座（クレイン）の小町（こまち）
声 - 庄司宇芽香
属性 - 土
パライストラの生徒。ユナの友人。火星士の襲来時に捕虜となり、スピアや檄達と同様にバベルの塔内のトゥームスクイーズに仮死状態で囚われる。巨蟹宮ではシラーにアルネと共に操られユナに攻撃を仕掛ける。
【新生聖衣編】
パライストラに来る避難民を受け入れつつ守りを固める。
ウサギ座のアルネ
声 - 鎌田梢
属性 - 水
パライストラの生徒。ユナの友人。火星士の襲来時に捕虜となり、スピアや檄達と同様にバベルの塔内のトゥームスクイーズに仮死状態で囚われる。巨蟹宮ではシラーに小町と共に操られユナに攻撃を仕掛ける。
【新生聖衣編】
パライストラに来る避難民を受け入れつつ守りを固める。
定規座のルチアーノ
声 - 宮坂俊蔵
属性 - 雷
パライストラの生徒。眼鏡をかけている。7話で聖闘士ファイト準々決勝に進出していることを確認できる。
風鳥座のパラダイス
声 - 金本涼輔
属性 - 風
技 - タイフーンブレット
パライストラの生徒。聖闘士ファイト準々決勝でエデンに敗れる。
【新生聖衣編】
パラスベルダ内の前線基地で他の青銅、白銀聖闘士達と前線基地を守るためパラサイトの大軍と交戦する。
山猫座（リンクス）のミラポロス
声 - 泰勇気
属性 - 風
技 - リンクスアロー
龍峰と同日にパライストラへ入学した聖闘士。貧しい村の生まれで村人達に「世界から貧困を無くす」と約束してパライストラへやって来た。自分の体の弱さに引け目を感じ自信の持てなかった龍峰を元気づけるなど男気のある性格で「黄金聖闘士になる」という確固たる目標の元、他の生徒達からも一目置かれる実力を見せるが徐々に頭角を現し始めた龍峰に嫉妬するようになり、彼との組手においてわざと勝ちを譲られたことに誇りを傷つけられてパライストラを出奔。自らを鍛えるための旅に出るがその途上にて命を落とす。闇の遺跡・エレボスの「悔恨 贖罪の間」にて遺跡のもたらす幻影として現れ龍峰に襲い掛かる。
狼座（ウルフ）の芳臣（よしとみ）
声 - 滝下毅
属性 - 土
技 - 十文字岩石崩し（じゅうもんじがんせきくずし）、秘伝 咆哮天狼崩し（ひでん ほうこうてんろうくずし）
先代の狼座の青銅聖闘士。富士流の忍者で栄斗の先輩格。栄斗を実の弟のように可愛がっており彼からも兄者（あにじゃ）と慕われていたが、忍者の里の窮屈さを嫌い聖闘士になるべく里を抜けた。数年後、世界滅亡の危機を里に伝えようと戻ってくるも、富士流総本山の門より中へ入ることを許されず追っ手の白銀聖闘士・時計座の時貞と戦い死亡する。闇の遺跡・エレボスの「悔恨 贖罪の間」では栄斗の心の闇として襲い掛かる。
なお22話・25話でのクレジットは「兄者」表記。
小馬座（エクレウス）のケレリス
声 - 安原義人
技 - スーパーノヴァ・エクスプロージョン・マキシマム
右頬に大きな十字傷を持ち、纏う者に死を招くと呼ばれる不吉な小馬座の聖衣を纏う聖闘士。
まだ平和であった頃のパラスベルダの出身でパラサイトの襲撃時、セレーネと共に逃亡しているところを大軍に囲まれ絶体絶命に陥る。そこに先代の小馬座の聖闘士であるキタルファが現れ彼に助けられる。まだ一般人であったため、聖闘士や小宇宙の存在を知らなかったが、石化の影響を受けない強い小宇宙を持っていることをキタルファに認められて聖衣石を託される。その後、戦死した彼の遺志を継いで小馬座の聖闘士として街の人々を守ってきた。
小馬座の聖闘士は短命の者も多く、また、強大な力を得る代償として、戦いの中で死ぬ運命にあると言われているが本人は迷信と歯牙にもかけていない。心根の優しい楽観的で豪放な性格をしており、初めて光牙を見た時に小馬座は天馬座の弟分とも謂われていることから年下の光牙に対し「兄よ」と呼ぶ。光牙達をまだ石化されていない人々の住む地下へと案内する。パラス城の攻略よりも街の人々を守りながら戦うことに専念している。弱った体に鞭打って「出世のチャンスを邪魔した」と逆恨みするハティから挑まれた最後の決戦に臨むも劣勢に陥る。最期は自らの命を賭した技でハティを斃し、聖衣を昴に託して息を引き取る。
小馬座（エクレウス）のキタルファ
声 - 川島得愛
技 - スーパーノヴァ・エクスプロージョン・マキシマム
世界を放浪し人々を救っていた先代の小馬座の聖闘士。パラスベルダにいち早く辿り着き、パラサイトの大軍からまだ一般人であったケレリスとセレーネを救う。自身が深手を負っていたためか、強い小宇宙を持っているケレリスを認め彼に小馬座の聖衣石を託し、多勢の敵に自分の命もろとも最大奥義を放ち全滅させ散っていった。ケレリスをして「人々に絶体絶命の危機が訪れた時に現れ、力なき者に手を差し伸べる者」である。

## 白銀聖闘士
蛇遣い座（オピュクス）のシャイナ
声 - 小山茉美
属性 - 雷
技 - サンダークロウ
光牙の育った島で彼を聖闘士として鍛える傍らアテナ・城戸沙織の警護役を勤めている。光牙には厳しい指導を施すが、内心は彼を可愛がっており秘めた素質も認めている。星矢への想いは変わっておらず彼を悪く言われ激怒する一幕も。マルス襲来時に沙織を守るべく戦うが、光牙を庇い魔傷を受けて倒れ療養の身となり攫われた沙織を救いに旅立つ光牙を送り出した。雷の遺跡のコア破壊のために傷ついた身を押して光牙達の前に現れ光牙に出生の秘密の一部を告げる。コアの破壊には成功するも、直後光牙達が闇の遺跡に飲み込まれた際は一人難を逃れる。
【新生聖衣編】
魔傷は回復しており、聖域の門番を務める傍ら、光牙達に消息を絶った白銀聖闘士の捜索を命じる。昴の力に不審を抱いている。パラスベルダ内の前線基地では傷ついた聖衣の修復に当たる貴鬼の代わりに他の青銅、白銀聖闘士達と前線基地を守るためパラサイトの大軍と交戦する。
【Ω覚醒編】
パラス城内部へ突入した光牙達を追うパラサイト兵を食い止めるため奮闘。最終決戦では、サターンに時を奪われ石化するが沙織の呼び掛けに応え、自らの小宇宙を光牙へ送る。
烏座（クロウ）のヨハン
声 - 伊藤健太郎
属性 - 風
技 - ウインドジャマー、ウインドトリガー
ソニア指揮下の聖闘士の一人。実直な性格だがマルス達にアリアがアテナであると騙されていた。ユナ達の言葉を聞き入れず交戦するも技の特性を見抜かれて敗れる。
【新生聖衣編】
アテナの元へ集結した時はミゲルと共に控えている。
猟犬座（ハウンド）のミゲル
声 - 松本保典
属性 - 土
技 - グランドウェーブ、グランドファング、グランドファング・グランドフィナーレ、ハウンドホロウ
顎髭を生やした男。好戦的な性格で実力も確かだが妙に潔癖性。倒した光牙を救出しにきた瞬に驚愕して一旦は撤退したものの彼が小宇宙を燃やせないと気づくと再度来襲、態度が大きくなるなど卑劣な面がある。瞬・龍峰・光牙の技を受け敗れる。
【新生聖衣編】
パラサイトとの戦いのためアテナの元へ集結する。パライストラでは守りを固め、パラスベルダでは星矢に付き従っている。
【Ω覚醒編】
最終決戦では、サターンに時を奪われ石化するが沙織の呼び掛けに応え、自らの小宇宙を光牙へ送る。
蠅座（ムスカ）のフライ
声 - 塩屋浩三
属性 - 風
技 - サンドウイルス、フライスライダー
風の遺跡を守護する肥満体の男。地位のみを気にしており本物のアテナである沙織より、貢ぎ物で地位を上げてくれるマルスの方が良いと言い放つ強欲さを持つ。マルスとの闘いで光牙達と戦った白銀聖闘士の中で唯一光牙達の仲間にならない。倒した相手から聖衣を剥ぎ取るのを娯楽としているが光牙に倒される。
孔雀座（ピーコック）のパブリーン
声 - 折笠愛
属性 - 水
技 - イーキピエリア、ピーコックブリザード
ユナの師匠である女性聖闘士。凍気を操り戦闘スタイルや指導は容赦ない一面を持つ。かつて困窮して盗みを働いていた幼少時のユナと遭遇、彼女の道を正し能力を見いだして聖闘士に育て上げパライストラに預ける際彼女に仮面を付けさせた。マルスに寝返ったふりをしてユナを襲うが彼女の成長を確かめた後真意と素顔を明かし、追っ手のシャム、バラーゾ、アルマーズを食い止めて仮面を残し行方不明になる。素顔は緑の目で柔和な顔立ちの美女。沙織がアテナであること、アリアがアテナではないことは最初から知っており沙織が生存しているとの情報も掴んでいた。
矢座（サジッタ）のシャム
声 - 岡本寛志
パブリーンの裏切りを予見したソニアに遣わされた追っ手の1人。
馭者座（アウリガ）のアルマーズ
声 - 松原大典
パブリーンの裏切りを予見したソニアに遣わされた追っ手の1人。
レチクル座のバラーゾ
声 - 高橋剛
パブリーンの裏切りを予見したソニアに遣わされた追っ手の1人。
水蛇座（ヒドラス）の市
声 - 小野坂昌也
属性 - 土（アルティメットコスモ）/水（クルセイド）
技 - パラライズベーゼ、ヒドラスゴージャスキック、ヒドラス・サウザント・パラライズ
パライストラ陥落後、土の遺跡に向かう光牙達の前に現れ共に遺跡へ向かうが、実際は星矢達へのコンプレックスからマルスに寝返っており白銀聖闘士として光牙達に襲いかかる。聖衣の毒牙や老獪な戦術で光牙を苦しめるが流星拳を受けて敗れる。敗戦後は青銅聖闘士に戻る。
彫刻具座（カエルム）のミケランジェロ
声 - 島田敏
属性 - 土
技 - コロッサスライブ
土の遺跡を守護する髭面の男。市がマルスに寝返る際にソニアとの仲介役となる。ゴーレムを生み出して操ることを「芸術」と称しそれ以外は興味を持たない。栄斗にゴーレムが壊されると早々に任務を放棄して何処かへと姿を消す。マスクパーツのデザインは、書籍「聖闘士星矢大全」に過去の聖戦で失われた聖衣として登場した「彫刻具星座の青銅聖衣」の想像図とほぼ同一である。
【新生聖衣編】
アテナへの謁見を待つ間は闘技場でバイエルと共に雑兵達と交談している。アテナの元へ集結した時はミゲルと共に控えている。
【Ω覚醒編】
最終決戦では、サターンに時を奪われ石化するが沙織の呼び掛けに応え、自らの小宇宙を光牙へ送る。
地獄の番犬座（ケルベロス）のドーレ
声 - 小野健一
属性 - 火
技 - ケルベロスディバイド、ケルベロス・ヘルフレイム、ケルベロスクロー、ケルベロスインフェルノ、ケルベロス・ヘルフレア
行方をくらましている貴鬼の捕獲とアリアの連れ戻しの任務を受け、光牙や羅喜を襲撃し光牙達の聖衣を損傷させるも敗れる。
【新生聖衣編】
アテナの元へ集結した時はパルチウス、メンカルと共に控えている。
南十字座（サザンクロス）の一摩（かずま）
声 - 古川登志夫
属性 - 火
蒼摩の父であり師。豪放磊落で自らの守護星座が88星座の中で一番小さいことを「なんにしたって一番はいいものだ」と自慢にしていた。「強さの秘訣は全てここに詰まっている」というほど郷土を愛し、聖闘士になってからも故郷の一般人達と親しく交流し彼らにも「街の誇り」とされて尊敬を集めている。数々の戦いを経験したベテラン聖闘士であり、仲間達のまとめ役的存在だった。本編開始の数年前にソニアに襲われた際、当時幼かった彼女を軽くあしらいつつも「子供とは戦えん」と背を向けた隙をつかれて殺害される。聖衣石は赤い十字形のペンダントタイプで彼の死後ソニアが所持していたが、蒼摩との戦闘の際彼女が落としたため蒼摩の元へ戻る。その後の十二宮での戦闘でソニアの手に再度渡るが、粉々に握り潰されてしまう。
ペルセウス座のミルファク
声 - 竹本英史
属性 - 土
技 - ベトラブロヒ、ラス・アルグール・ゴルゴニオ
水の遺跡を守護する男。メデューサの盾で光牙・ユナ・栄斗を石像にしたが龍峰に敗れる。得意技のラス・アルグール・ゴルゴニオは、前作では空中からの蹴り技であったが、本作ではメデューサの髪の毛の蛇をイメージした拳を繰り出し相手の体に巻きつかせる技となっている。名の由来はペルセウス座α星の固有名の一つであるミルファク。
【新生聖衣編】
パラサイトとの戦いのためアテナの元へ集結する。パライストラでは守りを固め、パラスベルダ内の前線基地では、他の青銅、白銀聖闘士達と前線基地を守るためパラサイトの大軍と交戦する。
【Ω覚醒編】
最終決戦では、サターンに時を奪われ石化するが沙織の呼び掛けに応え、自らの小宇宙を光牙へ送る。
時計座（ホロロギウム）の時貞（ときさだ）
声 - 速水奨
属性 - 水
口元をマスクで覆っている男。マルスの部下として数々の「影の任務」を担ってきた。時計座の聖闘士らしく時間を守ることを重視し戦闘中でも「敵の命が消えるまでの時間」を常にカウントしている。芳臣を殺害後その戦闘中に起きた爆炎の中に消える。
盾座（スキュータム）のエネアド
声 - 長嶝高士
属性 - 土
技 - パーフェクトスクウェア
マルスの居城に奇襲を掛けた光牙・ユナと戦った巨漢の男。纏う聖衣は白銀聖衣屈指の硬度を誇り相手の攻撃に自動的に反応・防御する盾で、光牙やユナを追い詰めるも遅れて登場した蒼摩に敗れる。眠ることを好み昼寝を妨げられることを嫌う。
【新生聖衣編】
パラサイトと交戦するも身を挺して石化した少女を守ったため敗北する。瀕死の状態の中、捜索に来た光牙達に罠ということを知らせる。
牛飼い座のバイエル
声 - 田中大文
属性 - 火
ソニアの命令でバルチウス、メンカルと共に雷の遺跡を守護する男。眼鏡を掛けている。両手と聖衣のマスクパーツに付属している鞭を赤いビーム状に変化させ敵を切り裂く技で龍峰と戦うも敗れる。他人を支配することに悦びを覚える歪んだ性格をしている。
【新生聖衣編】
パラサイトとの戦いのためアテナの元へ集結する。パライストラでは守りを固め、パラスベルダ内の前線基地では、他の青銅、白銀聖闘士達と前線基地を守るためパラサイトの大軍と交戦する。
【Ω覚醒編】
最終決戦では、サターンに時を奪われ石化するが沙織の呼び掛けに応え、自らの小宇宙を光牙へ送る。
キリン座のバルチウス
声 - 藤巻恵理子
属性 - 土
ソニアの命令でバイエル、メンカルと共に雷の遺跡を守護する女。属性の力で周辺の植物を刃のように変化させ敵を攻撃する技を駆使し栄斗と戦い疲弊させるも敗れる。容姿は裾が跳ねたボブカットだが顔は最後まで仮面をしていたため不明。 
【新生聖衣編】
パラサイトとの戦いのためアテナの元へ集結する。パライストラでは避難民を受け入れつつ守りを固め、パラスベルダでは星矢に付き従って攻め入り、前線基地では他の青銅、白銀聖闘士達と前線基地を守るためパラサイトの大軍と交戦する。
【Ω覚醒編】
最終決戦では、サターンに時を奪われ石化するが沙織の呼び掛けに応え、自らの小宇宙を光牙へ送る。
鯨座（ホエール）のメンカル
声 - 福原耕平
属性 - 水
ソニアの命令でバイエル、バルチウスと共に雷の遺跡を守護する大柄な男。その巨躯は白銀聖闘士の中でも1、2を争うほどのものであり、その怪力は属性の力を使用することで更に増大する。空から相手を押しつぶす技でユナ・蒼摩と戦うも敗れる。
【新生聖衣編】
パラサイトとの戦いのためアテナの元へ集結する。パライストラでは守りを固め、パラスベルダではミラーに一撃で白銀聖衣を破壊され敗れる。

## 黄金聖闘士
牡羊座（アリエス）の貴鬼（キキ）
声 - 中原茂
属性 - 土
技 - スターライトエクスティンクション、クリスタルウォール、スターダストレボリューション
第一の宮「白羊宮」を守護する再生と技巧を司る黄金聖闘士。かつての聖戦において活躍した牡羊座のムウの愛弟子。現在では聖衣を修復できる唯一の修復師であり弟子に羅喜がいる。少年時代には伝説の聖闘士である星矢達と共に幾多の戦いを目にし、時には戦いへ加わった。先代から受け継がれてきた技と少年時代から持つテレポーテーション能力を駆使する。性格は理知的で冷静。眉や髪型にかつての面影はあるものの、悪戯小僧だった少年期を全く感じさせない青年に成長している。
火星士に狙われ隠遁していたが、マルスが新たに創造した新十二宮の第一の宮「白羊宮」にて光牙達を待ち受ける。マルスの目的と、それを防ぐためには十二時間以内に十二宮を突破しなければならないこと、黄金聖闘士を倒すためにはセブンセンシズに目覚める必要があることを光牙達に伝え彼らの聖衣を修復する。実力もペガサス流星拳の直撃を受けても全く動じないほど上達している。全員の聖衣を修復という小宇宙を多大に消費した後でありながらも、自らの裏切りに気付いたメディアの送り込んだ火星士の大群に立ち向かい戦闘をしながら龍峰達のセブンセンシズ覚醒を感じ取り笑みを浮かべる余裕を見せる。地球崩壊が始まると火星士達が逃亡したためハービンジャーと共に十二宮を駆け上り天秤宮でハービンジャー・玄武・フドウ達と力を結集し、ユナ達を火星へ移動させ自らは小宇宙を放出して光の柱を支える。
【新生聖衣編】
聖衣石の眠る墓所でディオネを撃退し、ジャミールでユナ達青銅聖闘士の聖衣を修復する。聖域では石化された人や街の増加をアテナに報告し聖闘士の結束を固めることを具申する。戦いが佳境に入ると羅喜をパラスベルダへ派遣する一方、自らの聖衣を取り出しパラスベルダへ向かう沙織に従い、他の黄金聖闘士達と彼女の護衛をしつつ周囲のパラサイト兵を一掃し、パラスベルダ内部に作られた前線基地で傷ついた聖衣の修復に当たる。光牙達の新生聖衣を修復後は襲来したディオネをパラサイト雑兵もろとも光の彼方へ送り、そのまま全線基地に留まり他の聖闘士達の聖衣を修復し、刻の門へ集結。他の仲間と共に自らの小宇宙を光牙に送り門の破壊を援護する。貴鬼の幼少期を知るシャイナは立派に成長した姿に感心している。若き青銅聖闘士達を見守る姿は師であるムウと重なる。
【Ω覚醒編】
ヴァナヘイムをアテナ・星矢・ハービンジャー・フドウと共に進み、パラドクスの襲撃からアテナを守り双子座の宿命の戦いに立ち会う。ハイペリオンが現れた時は、アテナ達をパラスの元へ行かせるため、紫龍・フドウと共に食い止め苦戦を強いられる中、アテナエクスクラメーションを放ち天地崩滅斬を破壊する。最終決戦ではサターンに時を奪われ石化するが沙織の呼び掛けに応え、自らの小宇宙を光牙へ送る。戦後、他の黄金聖闘士達と共にハービンジャーへ教皇就任を打診する。
牡牛座（タウラス）のハービンジャー
声 - 矢尾一樹
属性 - 雷
技 - シャドウホーン、グレートホーン、グレイテストホーン
第二の宮「金牛宮」を守護する力と破壊を司る黄金聖闘士。後に教皇となる。イオニア以上に大柄な男で左目は隻眼である。骨の砕ける音、特に「人の心が折れる音」を好むサディスト。なお、マスクは両目まで覆うヘルメットタイプで、旧作で星矢に左側の角を折られてから修復されていない。登場時に所持した以降、長らく描写されなかったが「Ω覚醒編」でのタイタンとの戦いの際に装着する。
貧困層出身であり力を追求することを第一としていた。幼少の頃、不良達と喧嘩をした際に左目を失うもその時に小宇宙を体感、同時に相手の「骨が砕ける音」に魅せられる。その後も戦い続け格闘技の試合に参戦した時初めて聴いた「心の折れる音」の甘美さに魅了され、以後はその音を聴くため戦いに明け暮れる。戦いの日々の中「聖闘士」の存在を知り彼らの心の砕ける音を聴くために生身で聖闘士達を倒し続けていたが、その頃にイオニアの仲介でマルスと引き合わされその強大な力に戦慄を覚え服従を誓う。厳しい修行の末、セブンセンシズを体得し牡牛座の黄金聖衣を与えられた。マルスから「忠誠を誓っていればこれからも人の骨を砕いてよい」という許可を貰っている。戦闘相手にも「折りがいのある力を見せる」ことを要求する一面があり無抵抗な相手を嬲ることを面白いとは思っていない。貴鬼が火星士から身を隠している時期を知っていることから多少は交流がある模様。
第二の宮「金牛宮」にて光牙を待ち受け圧倒的な実力を見せつけ、光牙との技の打ち合いによって蒼摩達4人を十二宮の別の場所へと弾き飛ばす。戦いの中、仲間への思いで心が折れるどころかますます強くなる光牙との一騎討ちで己に膝をつかせたことで彼を認め先へ通す。その後「骨のある奴がいればどんな世界でもよい」という価値観のもと、マルスを裏切り白羊宮で貴鬼に加勢する。地球崩壊が始まると火星士達が逃亡したため貴鬼と共に十二宮を駆け上り天秤宮で貴鬼・玄武・フドウ達と力を結集し、ユナ達を火星へ移動させ自らは小宇宙を放出して光の柱を支える。
【新生聖衣編】
己の楽しみのため無断で十二宮を抜け出しパラサイト雑兵を倒していることを玄武に咎められる。聖域へ帰還後、戦いに際し聖闘士を巻き込むことに迷うアテナを一喝する。沙織がパラスベルダへ向かう時にはアテナの聖衣の守護を依頼され、最初は断るものの彼女の覚悟を感じ取ると了承する。他の黄金聖闘士達と彼女の護衛をしつつ周囲のパラサイト兵を一掃し刻の門へ集結。他の仲間と共に自らの小宇宙を光牙に送り門の破壊を援護する。
【Ω覚醒編】
ヴァナヘイムをアテナ・星矢・貴鬼・フドウと共に進む。エウロパがアテナを侮辱した際にアテナが語った「人はやり直す事が出来る」に何かしら感じる所があった様子。双子座の宿命の戦いの際には、自らには親兄弟がいないこともあってか、実の姉妹が傷つけ合うことに納得できず技を放ち一時中断させる。ハイペリオンが現れた時は紫龍らにその場を任せ、星矢と共にアテナを護衛しつつ先へ進み玉座の間ではパラスとタイタンと対峙、星矢のみを敵と見なすタイタンにアテナの聖衣を賭けた一騎討ちを挑む。自らも経験した弱いというだけで奪われ虐げられる怒りをマグマのように燃え滾る、タイタンをして「黄金の闘牛」と形容した巨大な小宇宙へ変え天神創世剣を破壊するも敗れる。弱者のために戦う姿は星矢とアテナに真の聖闘士と称えられた。サターンの復活後は、氷河・瞬・タイタンと共に両女神の止めを刺すため現れたエウロパ・ミラーからアテナを護衛、最終決戦ではサターンに時を奪われ石化するが沙織の呼び掛けに応え、自らの小宇宙を光牙へ送る。戦後、他の黄金聖闘士達から教皇就任を打診され最初は断るものの根負けし渋々同意する。このことにより牡羊座のシオン以来、正規の教皇誕生となった。
双子座（ジェミニ）のパラドクス
声 - ゆかな
属性 - 風
技 - 廬山昇龍覇（ろざんしょうりゅうは）、クロスロードミラージュ、フォーチュネイトウォール、ファイナルデスティネーション（双子座（ジェミニ）のパラドクス）、スカーレット・ジェイナス 、ワールドイズエンド、ギャラクシアンアルティネーション、（インテグラと共に）アナザーディメンション（スタッフ（スカーレット・ジェイナス）のパラドクス）
第三の宮「双児宮」を守護する愛と運命を司る黄金聖闘士。『聖闘士星矢』シリーズ初の女性黄金聖闘士。人語を喋る小鳥やリス達が従者として仕えている。「敵対した相手を愛してあげる」という信条を持つため仮面をしていない。髪が黒色に変わると憎しみと死を司る黄金聖闘士「憎しみのジェミニ」へと豹変し、性格や行動が荒々しいものになる。インテグラとは双子の姉妹である。
生まれた時より予知能力を持つが、インテグラをして「自らのためにしか使用しなかった」ようで両親や周囲から疎まれ嫌われていた。両親には一度、自動車事故を予知し伝えたものの信じてもらえず結局事故に遭遇してしまい、事故から自らを救出した紫龍に強い憧れを持ち家族や自分の名を捨て聖闘士の道に入る。紫龍への強い執着のため彼の妻である春麗には嫉妬心を見せ、渡しはせず破り捨てたが独身時代の紫龍にラブレターを書いたこともある。聖闘士訓練生時代には、聖域への火星士達の侵入を目撃しているが報告せず見逃していた。
キスするだけで吹っ飛ばしたり、前述の未来を読める能力により敵の動きを先読みできるほか、廬山昇龍覇（色は赤紫）を放つこともできる。また人格ごとに別々の小宇宙を持っており、人格が変わると体力やダメージを回復することができるため実質2人分の小宇宙を有している。
ハービンジャーの力で時空の歪みに飛ばされた龍峰を第三の宮「双児宮」に引き寄せ、素顔を晒した上で紫龍の息子・龍峰への愛を公言。紅茶や菓子を振る舞い話し合いで自らが心酔しているマルスへの降伏を促すも拒否され戦闘に入る。圧倒的な力で龍峰を追い詰め後から来た光牙を倒すも、自身との戦いの中でセブンセンシズに目覚めた龍峰の技を受け敗北する。
龍峰に倒されて以後の消息は長く不明であり双子座の聖衣石も回収されておらず貴鬼にも「失われた」と言われていたが、実際は、アテナに忠誠を誓わずスニオン岬の岩牢に幽閉されていた。突如、来訪したガリアからパラサイトへ誘われ、聖闘士を裏切り二級パラサイトとして龍峰を狙う。
十二宮での龍峰との戦いの後、本人曰く「女神として生まれただけでチヤホヤされて」いて自らが嫌悪しているアテナに頑として忠誠を誓わなかったため、スニオン岬の岩牢に幽閉されていた。来訪したガリアから誘われ聖闘士を裏切り二級パラサイトに鞍替えする。自らのプライドを傷つけた龍峰に復讐するためパラスベルダへ向かい彼を亜空間に迷い込ませ相対する。十二宮での敗北は自らが手加減したためと言い放つだけあって力の差を見せつけ龍峰を追い込み、遅れて現れた妹インテグラとの戦いでも「昔から私の方が強かった」こともあり優勢に進めるも、龍峰の助力を得たインテグラの技の前に敗北、彼女への復讐を誓いつつ撤退する。
【Ω覚醒編】：スタッフ（スカーレット・ジェイナス）のパラドクス
ヴァナヘイム内で、憎んでいるアテナの前に立ち塞がり駆け付けたインテグラと交戦。当初は、アテナへの鉄壁の防御を敷く黄金聖闘士達にも気づかれずにアテナの背後を取るスピードや貴鬼をして「なんという悍ましい小宇宙」を放ち優勢にたつも、アテナを「人殺し」と蔑む発言に激怒したインテグラに徐々に押し込まれ双子座最大の奥義をも破られ敗北、彼女に止めを刺すことを要求するが、アテナが「人間はやりなおすことができる」と命を削ることを承知で小宇宙を自身へ分けたことで憎しみを徐々に解きほぐしていき、戸惑いながらもある程度改心した表情を見せる。しかし、突如現れたガリアに「役立たず」と評せられ斬り裂かれ致命傷を負う。インテグラがガリアに反撃し負傷したことで、実は憎んでいた妹こそが自分を愛し続けていたことに気づく。また、自らが懸命に求めてきた「愛」を貶める言葉を口にしたガリアに怒り反逆、インテグラに助力を求め共に攻撃をしかける。が、今の状態では二人がかりでもガリアを倒せないと悟っており、無限回廊を破壊し、場をアナザーディメンションによって繋げ彷徨っている青銅聖闘士達を導く。しかし、致命傷を負っている状態で小宇宙を燃やしたことが災いし妹に看取られながら息を引き取る。今際の際、青銅聖闘士達にアテナを託しインテグラには自らが言えなかった「愛している」ことを告げる。
双子座（ジェミニ）のインテグラ
声 - ゆかな
技 - ギャラクシアンエクスプロージョン、（パラドクスと共に）アナザーディメンション
新生聖衣編から登場。パラドクスの双子の妹。容姿は姉と瓜二つであるが瞳が空色である（姉は薄紫）。姉と同様に幼少時から高い小宇宙と予知能力を持っているが、それを人のために使っていたためパラドクス曰く「皆からチヤホヤされていた」。龍峰も驚くほどの清廉な小宇宙を備えているほか、姉の究極奥義を無傷で受け流すことのできる優れたセンスを持つ。当初は龍峰を「少年」と呼ぶなど、口調はやや男性的。
仮面を破壊されたことで女聖闘士の掟を遵守すべくアテナや同行するハービンジャーやフドウに素顔を見せないよう跪き、アテナに意見をするフドウを咎めるなど堅物な性格。同時に、運命に正面から立ち向かう強い意志を秘めている。
姉がマルスの聖域乗っ取りに乗じて黄金聖闘士となり、マルス撃破後もアテナに忠誠を誓わずにいることを恥じている。その上、聖闘士を裏切りパラサイトとなった姉を倒すため仮面を装着し双子座の黄金聖衣を纏い、亜空間で龍峰を追い詰めているパラドクスの前に現れる。姉よりも小宇宙の劣ることは本人も自覚しており最初は自らの命を賭して相討ちを狙うが、龍峰の助力もありパラドクスの撃退に成功する。地上の人々とアテナを守るためパラサイトとの戦いに加わり刻の門へ集結。他の仲間と共に自らの小宇宙を光牙に送り門の破壊を援護する。
【Ω覚醒編】
仲間達がパラス城内の複雑な構造に戸惑うなか、アテナの許可を得て一輝とは別に先行する。ヴァナヘイムでアテナ達の元へ駆け付けパラドクスと交戦。序盤は劣勢を強いられるが、彼女がアテナを貶す言葉を口にしたことに激怒し徐々に形勢を覆していき最後は最大奥義をも破り姉を下す。止めを刺すよう要求され躊躇しつつも拳を振り下ろそうとする寸前にアテナに諭されその手を降ろす。アテナから小宇宙を分けられ改心した様子を見せるパラドクスに「やりなおす気概があるなら」と共に戦うよう手を差し伸べるが、彼女は突如現れたガリアに致命傷を負わされる。ガリアに怒りを込めて反撃するも黄金聖衣ごと切り裂かれるが、愛を貶す発言をしたガリアに怒り反逆を決意したパラドクスから協力を依頼され二人でガリアを攻撃する。しかし、今の状態では二人がかりであってもガリアを倒すのは至難と判断、無限回廊と場をアナザーディメンションで繋ぎ青銅聖闘士達を導く。最終決戦ではサターンに時を奪われ石化するが沙織の呼び掛けに応え、自らの小宇宙を光牙へ送る。戦後、他の黄金聖闘士達と共にハービンジャーへ教皇就任を打診する。
蟹座（キャンサー）のシラー
声 - 松野太紀
属性 - 水
技 - 冥土凋落（めいどちょうらく）、積尸気冥界波（せきしきめいかいは）、冥土引導（めいどいんどう）、積尸気冥界輪舞（せきしきめいかいりんぶ）
第四の宮「巨蟹宮」を守護する死と創造を司る黄金聖闘士。褐色の肌をした男。マスクは蟹足の部分で右目付近のみを覆う片眼鏡型。トゥームスクイーズを造った張本人であり、自分が殺した人間の他にトゥームスクイーズ内の仮死状態となっている自分の気に入った聖闘士もマルスの許しがあれば操ることができる。操る対象の死者や仮死者を「作品」と呼び死の匂いを好む。潔癖症のためか相手の技を受け止める度に手を拭いている。
戦災により村や家族を失い明日をも知れない環境で、死を身近に感じながら幼少期を過ごし生きるため強盗も行ってきた。それゆえに自身が生き延びるため他者の命を奪うのを当然とし、「この世は勝者と敗者」という価値観のもと強くなることを心に誓っており友情なども信じていない。自分が死ぬことを最も恐れており黄金聖闘士になったのも死から遠い存在という理由からである。
第四の宮「巨蟹宮」に飛ばされたユナと対峙。慇懃無礼な態度で当初は自ら手を下さず、自分が殺して魂の無くなった者達やトゥームスクイーズに仮死状態となっている聖闘士達を傀儡として操りユナを攻撃していたが、彼女の「仲間を救う」という決意（自身からすればジョーク）を何度も言われたのが勘に触ったのか、自らが手を下すためユナを冥界の入口へ送る。その後、巨蟹宮へ来た光牙・龍峰の前に立ち塞がりその実力を見せつけ冥界波を放つも、一瞬の隙を突いた光牙に組み付かれ自身も巻き込まれる。冥界の入口にて闇に支配されそうになった光牙の力に恐怖し止めを刺そうとするも、最期はセブンセンシズに目覚めたユナに自らの奥義を破られ崖下のマグマへと落とされ死亡する。
獅子座（レオ）のミケーネ
声 - 仲野裕
属性 - 雷
技 - キングスロアー、キングスエンブレム
第五の宮「獅子宮」を守護する百獣の王の如き牙を持ち、最も気高きプライドを抱く黄金聖闘士。額にX字の傷を持つ大柄な男。エデンを幼少期より指導していた。人知れずトゥームスクイーズに囚われた聖闘士達に向けて「彼らの意思を無駄にせず自らの手で聖域を守護する」と誓っている。武人肌で、やや尊大な面もあるが自分を含め人が自己の責任・義務を果たすことを重んじている。
ルートヴィグの頃からのマルスを知っており、その理想に賛同し忠誠を誓い付き従っている。力を破壊のためではなく次世代を育てこの世界を護るために振るうようとのマルスの意向でアテナ軍との戦争には参加していなかった。
十二宮の戦いでは、アリアを喪い放心しているエデンの苦悩を断つためにソニアの許可を受け自らの小宇宙で造り出した闘技場でエデンと拳を交える。強大な小宇宙でエデンを覆い剛拳を繰り出すも寸前で花びらと共にエデンが消失したため自らの失敗を悟るが、光牙の闇の小宇宙に興味を示し実子であるはずのエデンを蔑ろにするとも取れる言動をしたメディアに対して不審を抱く。獅子宮では蒼摩・栄斗と対峙。強大な力で二人を圧倒するが幾度倒れても立ち上がる姿から仲間を想う絆と強い意志を感じ、最後には自分の技を破り黄金聖衣の右肩にヒビを入れたことで二人を認め宮の通過を許す。その後、全ての元凶と考えたメディアを殺害しようとするが、その場に呼び出されたアモールから返り討ちに遇い死亡する。
乙女座（バルゴ）のフドウ
声 - 関智一
属性 - 火
技 - カーン、諸行断罪（しょぎょうだんざい）、オーム、生死即涅槃（しょうじそくねはん）、明王来臨（みょうおうらいりん）、菩提証悟（ぼだいしょうご）
第六の宮「処女宮」を守護する断罪と救済を司る黄金聖闘士。マルスとは友という間柄で自らを不動明王の化身と称し、黄金聖闘士の中でも一、二を争う強大な小宇宙を持つ。普段閉じられている瞳の色は右が紫で左が黄というオッドアイである。口調は穏やかで丁寧であるが感情が高ぶると荒々しいものに変わる。三輪身という「自身に逆らおうとする者を力ずくで止めようとする恐ろしい姿」・「宇宙の真理を静かに教え諭す姿」・「悟りそのものを体現する姿」の3つの姿を持ち、最後の一つを発動する際は髪が金色に変わり周囲の風景が清らかな竹林へと変化する。また、周囲を無数の曼荼羅で埋め尽くした「審判の間」へと変化させることも可能。
遥か長い昔から人間たちの互いに憎しみ争う、地球環境を汚しているという業を見続け、それゆえ地上を救済するために戦いに身を投じている。誤った道を進む者には死を与えてでも正しい道に導こうとしており、マルスの今の世界を破壊し新世界に作り変えるという理想に共感している。その意思は沙織の復権後も変わらず、人類の救済を第一に考える沙織に対して非常に冷めた態度を取る。
その力は貴鬼が認めるほどに圧倒的で、守護する処女宮は自らの小宇宙で煉獄と化しており、そこにいるだけで生命力を奪われる。また、黄金聖衣を纏っていなくとも強大な小宇宙で防御壁を張り、セブンセンシズに目覚めている者の攻撃であっても防ぎきるほどの力を持つ。本気を出すと鬼のような形相を垣間見せ情け容赦のない絶大な力を発揮する。
処女宮にて蒼摩と栄斗、続いて来た光牙達5人を桁外れな力で圧倒、彼らの熱い思いに触れ涙を流した時もあったが躊躇なく滅しに掛かる。エデンの登場後は彼と一対一の戦闘へ入り、「審判の間」で彼の真意を聞き話し合いでの解決は不可能と悟り、葬ろうと技を放つもセブンセンシズに目覚めたエデンに破られ吹っ飛ばされる。最後は座禅を組みつつマルスとエデン、どちらが正しい世界を造るか見極めるためエデンの処女宮の通過を許す。地球崩壊が始まると天秤宮で貴鬼・ハービンジャー・玄武達と力を結集し、ユナ達を火星へ移動させ自らは小宇宙を放出して光の柱を支える。
【新生聖衣編】
石化された人や街の増加という事態を受けパラサイトとの戦いを主張する。沙織がパラスベルダへ向かう時は、他の黄金聖闘士達と彼女の護衛をしつつ周囲のパラサイト兵を一掃し刻の門へ集結。他の仲間と共に自らの小宇宙を光牙に送り門の破壊を援護する。
【Ω覚醒編】
ヴァナヘイムをアテナ・星矢・貴鬼・ハービンジャーと共に進み、その道中で本当にこの地上を救う価値があるのか現在でも迷っていること、同時に、アテナや人類の行く末を見たいことをアテナに告げる。迷宮となった回廊の異変に真っ先に気づき、双子座の宿命の戦いに立ち会った後のガリアの襲撃にもいち早く気づく。パラドクス達がアナザーディメンションを放つ際はアテナをカーンで守り、ハイペリオンが現れた時はアテナ達をパラスの元へ行かせるため、紫龍・貴鬼と共に食い止め苦戦を強いられる中、アテナエクスクラメーションを放ち天地崩滅斬を破壊する。最終決戦ではサターンに時を奪われ石化するが沙織の呼び掛けに応え、自らの小宇宙を光牙へ送る。戦後、他の黄金聖闘士達と共にハービンジャーへ教皇就任を打診する。
天秤座（ライブラ）の玄武（げんぶ）
声 - 檜山修之
属性 - 水
技 - 廬山真武拳（ろざんしんぶけん）、廬山上帝覇（ろざんじょうていは）、（天秤座の剣を使用して）廬山昇天覇（ろざんしょうてんは）
第七の宮「天秤宮」を守護する均衡と調和を司る黄金聖闘士。紫龍の弟弟子であり、童虎の最後の直弟子。生身でも光牙達が全く手出しできないほどの圧倒的な小宇宙を持ち、紫龍の元にあった天秤座の黄金聖衣の意志が彼を選んだため黄金聖衣を持ち去った。この時、天秤座の黄金聖衣のオブジェ形態が描画され、アルファベットの「H」に似た形の緑色の聖衣石となっている。装着時の形状も童虎や紫龍が腕にシールドを付けていたのに対し、右肩に2つとも装着されている。
かつては五老峰で修行をしていた。師からはその才を嘱望されてはいたが頻繁にサボっていたため、来たるべき戦いに備える今を大切にするよう説教を受けていたという自称「出来の悪い教え子」。一度は師の元を離れ聖闘士の道へは行かなかったので天秤座の黄金聖衣を持ち出す時、紫龍から信用されず小宇宙で威嚇され自らも天秤座の黄金聖衣を纏うことに葛藤を抱えていた。しかし、師や兄弟子が体現してきた「正しき意思」は継がれなければならないとの思いから天秤座の黄金聖衣を継ぐ。
天秤宮へと至る道で水瓶座の聖衣を纏った時貞の襲撃を受けた光牙達を天秤宮へ導いた後、自宮で交戦。時間を操る闘法に苦戦を強いられ膨大な小宇宙を消費して限界以上の速さで戦う。最終的に「聖衣に真に認められている者」と「聖衣の器に過ぎず聖衣に操られている者」という決定的な違いもあって勝利する。
光牙達にアテナである城戸沙織が火星に囚われていることを教え、共にマルスの野望を止める行動を起こそうとするも、メディアの策略によって十二宮を崩壊させられそうになったため、自身の小宇宙で支えることとなり自宮から離れることが出来なくなるが、龍峰と栄斗が時間の果てへ飛ばされた際は天秤座の武器・ツインロッドで救出する。地球崩壊が始まると自宮で貴鬼・ハービンジャー・フドウ達と力を結集し、ユナ達を火星へ移動させ自らは小宇宙を放出して光の柱を支える。
【新生聖衣編】
無断で十二宮を抜け出しパラサイト雑兵と交戦しているハービンジャーの前に現れ命令違反の非を咎め、聖域へ帰還後は全聖闘士にパラサイトとの戦いを宣言するなど聖闘士の指揮を執る。パライストラ攻防戦ではパラサイト大軍勢を一人で倒しつつ、聖衣に頼る戦いをする光牙を初めとした若き聖闘士達に師から受け継いだ心得を身を以て教える。ハイペリオンの聖剣「天地崩滅斬」を借りたエーギルとの再度の戦いでは、パライストラにいた全聖闘士・避難民を石化させられてしまうが、小宇宙が強く石化しても意識のあった光牙達に自身の戦いを見せるため、天秤座の剣で応戦するも圧倒的な小宇宙を放つ天地崩滅斬に徐々に押され始める。石化を解くために敢えて天地崩滅斬を受け致命傷を負うも、自らの全小宇宙を乗せて放った廬山昇天覇で天地崩滅斬を破損させパライストラにいる全聖闘士・避難民の石化を解き、光牙達にセブンセンシズを越える究極の小宇宙・Ωの存在を教えて息を引き取る。
天秤座（ライブラ）の紫龍（しりゅう）
声 - 成田剣
属性 - 水
技 - 廬山昇龍覇（ろざんしょうりゅうは）、エクスカリバー、廬山百龍覇（ろざんひゃくりゅうは）
かつて星矢と共に戦った伝説の聖闘士。先代の龍座（ドラゴン）の青銅聖闘士で、龍峰の父であり師でもある。マルスとの戦いで魔傷を負った上五感を失い、現在は五老峰の大滝の前で座したまま。その状態でも小宇宙によって龍峰を導き指導し続けたため魔傷は既にほぼ全身に及んでいる。天秤座の黄金聖闘士に昇格しており五感を喪失してからも天秤座の黄金聖衣を管理していた。かつて幼いパラドクスを救ったことで、彼女の異常な執着の標的となっている。
【新生聖衣編】
魔傷や五感喪失も回復、新たな敵の出現を予期し、廬山の大瀑布で龍峰に修行を付けて以降、氷河、瞬と共にパラスベルダへ参戦、怪我人の救護を行う。龍峰から天秤座の聖衣石を渡され玄武亡き後、再び天秤座の黄金聖衣を纏い刻の門へ集結。他の仲間と共に自らの小宇宙を光牙に送り門の破壊を援護する。
【Ω覚醒編】
ドヴェルグを龍峰と共に進み闘技場でレアと交戦する。彼のゲイボルグの一撃を受け倒れるが、それは紙一重で致命傷を避けつつ自らが倒れることで息子の秘めたる力を解放させるという算段であり、思惑通り、龍峰は秘めた力の片鱗を解放する。わざと技を受けて倒れ欺くという武人として失礼な行動の謝罪のしるしとして自らの最大奥義を放ちレアを葬る。ハイペリオンが現れた時はアテナ達をパラスの元へ行かせるため、貴鬼・フドウと共に食い止め苦戦を強いられる中、アテナエクスクラメーションを放ち天地崩滅斬を破壊する。最終決戦の際、サターンの最大奥義で時を奪われ石化するが沙織の呼び掛けに応え、自らの小宇宙を光牙へ送る。
蠍座（スコーピオン）のソニア
声 - 久川綾
属性 - 闇、火
技 - クリムゾンニードル、アンタレス・メイルストローム(蠍座（スコーピオン）のソニア)、ホーネット・スティンガー、トワイライト・マリオネット、ターン・バック・ジ・ダークネス(ホーネットのソニア)
マルスの娘でエデンの異母姉。父がルードヴィグだった幼少の頃は、実母ミーシャや父にも愛され多数の使用人に囲まれ、プレスクールに通ったりピアノを嗜むなど何不自由ない穏やかな普通の暮らしを送っていたが、ミーシャの死をきっかけに父がマルスに変貌し、さらにメディアと再婚してからは火星士の中でも上位のホーネットのハイマーシアンとなり、過酷な戦いの運命に翻弄されていく。鎧の手先部分には堅い爪状のパーツが付いており俊敏な動きによる攻撃を得意とする。マルス側についた聖闘士を指揮するだけではなく、幼き頃より自らも前線に出て戦ってきており体には多数の傷跡がある。南十字座の一摩をメディアの指令で殺害したが当時まだ幼かったため、その戦闘中に彼に情をかけられながら彼を結局殺害してしまったことが大きな心の傷となっており、一摩の聖衣石を長年持っていた。聖闘士でないが仮面をしており素顔は緑の目の美女。敵には非情で父マルスの「新しい世界と新アテナを作りエデンをその世界の王とする」という理想を叶えることに執心している。エデンに対しては生母が違っていても姉としての情も厚く、彼の手を汚させたくないと前線に赴くのを止めようとする面もあるが彼が父に逆らう言動をすることは許さない。またアリアに対しては父の新しいアテナとして祭り上げる方針には従っているものの良い感情を持っておらず、彼女の死もマルスに逆らったための当然の事としか考えていない。敵には非情でプライドも高く見えるが内心では両親に不要扱いされ見捨てられることを恐れている。
第八の宮「天蠍宮」を守護する審判と戒律を司る黄金聖闘士。ホーネットのハイマーシアンであったが反逆したエデンを正すためメディアから蠍座の黄金聖衣を与えられる。その際、己の覚悟を示すためか腰まで伸びている髪を一部を残して自ら切り落としている。なお、ユナの「マルスの娘であるのに黄金聖衣に認められたのか」という問いに対し「聖衣が聖闘士の証であったのは過去のことで今はマルスに力を貸してくれる」と答えている。
マルスやメディアが自分を愛しておらずエデンのみを見ていることを心のどこかでは自覚しているが、孤独になることを恐れるあまり認めることができず家族のぬくもりにすがり続けている。自分を愛さず命がけの任務を強要し続けた継母のメディアにでさえ娘として認めてくれることを願っており、憎しみを見せていたアリアに対してもかつて任務中の孤独な中で彼女が歌う歌を聴いて涙するなど実際には複雑な内心を抱いていた。かつて倒した一摩の聖衣石を手放さなかったのも、一摩だけが望まない殺しという苦しみを背負う自分を見守っていてくれるという思いからであったと蒼摩は指摘している。
天蠍宮で光牙やユナを先へ行かせた蒼摩と対峙、最愛の弟であるエデンと戦う迷いや家族から愛されていない苦しみと葛藤する心を隠しつつ、一摩の聖衣石を砕いて自らの使命を果たす意志を示す。闇の遺跡エレボスで己の本当の心情や思いを知り戦う気のない蒼摩に諭され動揺を見せるが、マルスを護るという使命を全うするため自身の全小宇宙を使い奥義を放つ。しかし、小宇宙の乱れから発動に失敗し黄金聖衣が身体から外れて炎に身体を焼かれる。最後は混濁した意識の中で歩み寄った蒼摩を記憶の中の優しい父と間違え、甘えるように「そばにいて」と懇願し、彼が握ってくれた手に安堵すると同時に「一人は怖いから」と今まで誰にも打ち明けなかった本心を吐露しつつ息を引き取る。
射手座（サジタリアス）の星矢（せいや）
声 - 古谷徹
属性 - 光
技 - ペガサス流星拳（-りゅうせいけん）、アトミックサンダーボルト、コズミックスターアロー
30歳前後。原作『聖闘士星矢』の主人公で、先代の天馬座（ペガサス）の青銅聖闘士。本作では射手座の黄金聖闘士となっており、光牙が赤子の頃にマルスから彼を守って闇に飲まれた。自らがかつて纏っていた天馬座の聖衣の後継者である光牙の元に度々現れ、幻のような形で激励し10話では半透明の姿で現れマルスと拳を交え大爆発を起こしている。光牙には沙織達により「死亡した」と伝えられていたが、若手聖闘士達の間では「行方不明」という話が伝わっている。
かつてのマルスとの戦いの折、自らマルスの闇の深淵へ飛び込みアプスの復活に備えていた。闇に憑かれたことに後悔していたマルスは鎖で星矢を守り自らの闇に飲みこまれないようにしていた。
火星の地の底で封印されていたが闇の神アプスに憑依された光牙が沙織に迫る最中、砕けて地底へと落ちたアリアの杖や沙織達の光牙に対する思いに呼応し登場する。ユナと共にアプスに憑依された光牙を救出せんと戦いを繰り広げ、アプスが光牙から離れ沙織を攫い闇に消失した時には闇へ飛び込み沙織を助けるよう自らの射手座の聖衣を光牙に託す。
【新生聖衣編】
不思議な夢を見た沙織の指令で復活したパラスを黄金の短剣で狙うが、幼女の姿であった彼女を殺すのに躊躇していたところをタイタンの妨害を受け逃げられてしまう。パラスやパラサイトにより石化された人や街の増加という事態を受け聖域へ集結する。パライストラ攻防戦では、玄武亡き後パライストラ攻略を目指すハティの前に立ち塞がり、その圧倒的な力を示す。パラスベルダでは突入部隊唯一の黄金聖闘士として先頭に立ち、自ら多くのパラサイトのいる方へ向かい他の聖闘士達の突入への道を開く。刻の門では他の仲間と共に自らの小宇宙を光牙に送り門の破壊を援護する。
【Ω覚醒編】
ヴァナヘイムをアテナ・貴鬼・ハービンジャー・フドウと共に進む。自らを卑下するハービンジャーに牡牛座の聖衣に認められていると話して率先して雑兵を蹴散らし、双子座の宿命の戦いに立ち会う。ハイペリオンが現れた時は紫龍らにその場を任せ、ハービンジャーと共にアテナを護衛しつつ「玉座の間」へ向かいパラスやタイタンと対峙。タイタンと拳を交えた際は、黄金聖衣がアテナの血を浴びたことにより進化した新生黄金聖衣を纏い彼を下す。サターンの復活後は、光牙達とサターン城へ向かい、彼らを制止し一人でサターンと戦う。黄金聖衣を全壊させられつつも黄金の短剣でサターンを突き、そのまま葬ろうとするも短剣を灰にされてしまい、自らの刻衣に傷を付けられ怒ったサターンの攻撃を受け、光牙達に言葉を残し倒れる。最終決戦ではサターンに時を奪われ石化するが沙織の呼び掛けに応え、自らの小宇宙を光牙へ送る。戦後、犠牲者の墓地にて沙織と共に旅へ出る光牙を見送る。
山羊座（カプリコーン）のイオニア
声 - 大友龍三郎
属性 - 風
技 - ドミネーションラングウェッジ、カプリコーンホーンスラスト、ドミネーター・コンビネーション（2つはゲーム『アルティメットコスモ』で使用）
第十の宮「磨羯宮」を守護する森羅万象全てを知り尽くした知恵知性の黄金聖闘士。老齢だがかなり大柄な男。パライストラで育成した聖闘士をマルス側に差し出し逆らった学生達を投獄したり処刑していた。城戸沙織に対し妄執的な愛を抱いていて磨羯宮には大量の蔵書と共に沙織の像がある。
本人をして、遥か昔から歴代のアテナを支え続けてきて次代にその役目を託し聖闘士を引退していたが、城戸沙織の降臨時に今までにない清らかさをもつ彼女に魅了され彼女を生涯護るため聖闘士を育てることを決意。多くの弟子を取り修行を付けるが沙織への偏執的な愛から内容が段々と苛烈になっていき、遂には弟子達が反乱を起こしやむなく彼らを殺害してしまう。その罪の意識から最果ての牢獄へと自ら入獄、そこで聖闘士とは何かを突き詰めそれを本にしていき精神や心の修行をしていた折に、沙織が来訪し山羊座の黄金聖闘士とパライストラの学園長職に請われ復帰する。暫くしてパライストラに突如現れたメディアに、マルスの力で沙織をアテナとしての宿命から解放することができると囁かれその口車に乗りマルス側に寝返る。
牢獄の中で修得した自らの発する言葉に力を与える技を使う。相手の動きを止めたり操ったりするほか、己の若かりし時分の姿や力を蘇えらせることも可能。魚座のアモール曰く、最強の黄金聖闘士。
磨羯宮で光牙・ユナと対峙。自らの裏切りの真実や沙織への愛を語るがその間違いを指摘され戦闘に入る。闇の小宇宙を目覚めさせ光牙を自らの僕にしようとするが、沙織やアリアの声を受け光の小宇宙が蘇ったために自らも全力を出そうと若い頃の肉体や力を蘇らせ光牙を剛拳で攻撃する。マスクを破壊し光牙の心を折りかけるが、セブンセンシズに目覚めた光牙の技を受け敗北する。その際垣間見たアテナの光の美しさに涙を流し笑みを浮かべつつ急速に老化が進みながら倒れていき死亡する。
水瓶座（アクエリアス）の時貞
声 - 速水奨
属性 - 水
技 - 時間拳（じかんけん）、時間逆行（じかんぎゃっこう）、クロノ・エクスキューション（ 水瓶座（アクエリアス）の時貞 ）、クロノディバイド、クロノイモータル、クロノドミニオン（デスウォッチの時貞（ときさだ））
第十一の宮「宝瓶宮」を守護する時と永遠を司る黄金聖闘士。長髪を後ろで黒い布で括っている男。処女宮を抜けてきた光牙達を抹殺するため宝瓶宮でメディアの許可を受け、自らも時計座の白銀聖闘士であり時を完全に我が物としたいという望みから、聖闘士ならば誰しも得ようとするという時を制することも可能な水瓶座の黄金聖衣を纏う。しかし、水瓶座の聖衣にはメディアが掛けた呪いによって強い自我が存在するため纏う者は聖衣胸部に浮かぶ黒い髑髏（声 - 掛川裕彦）の支配下に陥り徐々に人間性を失っていく。水瓶座の聖衣を纏う際に青銅聖闘士達を時間の果てへ連れて行くよう命令を受けていた模様。
時を操るため相手の動きを遅くさせる、攻撃が何秒後に自分へ届くか瞬時に把握することが可能である。
天秤宮へと向かう光牙達の前に立ち塞がり、時間を操る攻撃で彼らを圧倒するが玄武に天秤宮へと飛ばされ彼と戦闘に入る。相手の時間を遅らせたり、受けた傷を時間を巻き戻すことによって無かったことにする特異な技を駆使するが、聖衣に自身の限界を遥かに超える小宇宙を引き出され疲弊していき真の持ち主と聖衣に認められた玄武とは違い、自身は聖衣の器で聖衣に操られているに過ぎないことを指摘され追い込まれ玄武渾身の技を受け敗北する。その後、時間を操りすぎた代償がその身に起き時を超越した異空間「時間の果て」へ龍峰・栄斗を道連れに消失する。
しかし、時間の果てで小宇宙を消費しなくとも時を操るなど力を強化され、またビッグバン級の小宇宙を爆発させれば現在・未来・過去といったあらゆる次元へ移動することが可能となったため、マルスやメディアの力をも凌駕したと過信、反逆し世界を我が物とする野望を露わにするが、セブンセンシズに目覚めた栄斗の技を受け再び北する。
【Ω覚醒編】：デスウォッチの時貞
時間の果てで力尽きんとする時サターンに回復をしてもらい刻衣を与えられ、栄斗への復讐のため二級パラサイトとして再び登場する。サターンから直接力を授けられた自負心からか一級パラサイトに対しても不遜な態度をとる。時間を操る能力に加えて新たに自らの時間を止める能力を手にし、無敵・不死の存在として「時の王」を名乗る。「ニブルヘイム」内の時計の並ぶ怪しげな部屋で栄斗達を待ち受け、一度はクロノドミニオン発動中に昴の攻撃で傷を負い動揺するものの、その驚異的な力で彼らを追い込む。遅れて現れた氷河との戦いでは、水瓶座の黄金聖衣を「鉄クズ」と貶す発言をしたため、本気を出した彼に「この氷河の出会った中で、最も弱く容易い敵」と蔑まれつつ、絶対零度の凍気をその身に浴び氷像とされる。
Ω覚醒編では二級パラサイトとなって栄斗、エデン、昴、氷河の前に立ちはだかる。
魚座（ピスケス）のアモール
声 - 石田彰
属性 - 闇、水
技 - サイレントウォーター、アレステッド・ジャッジメント、輪廻結晶（りんねけっしょう）、ブラッディワルツ、ブラッディカノン、グラビティコンチェルト、ブラッディバレット
十二宮最後の宮「双魚宮」を守護する魅惑と導きを司る黄金聖闘士。メディアの弟。他の黄金聖闘士もその姿を見たことがなく魚座の聖闘士は不在だと思われていた。口調は普段は丁寧であるが苛立つと荒いものに変わる。戦いを芝居や物語と考えている。ユナにフラれ本人曰く人生初の失恋をし、彼女の足を詳細に分析し自分の理想に適う良い足と評したため気味悪がられる。
闇の小宇宙で敵の小宇宙を封じ込めたり、指一本で相手を拘束できるほかマルス四天王を復活させる力を持つ。四天王の復活を見た蒼摩は聖闘士ではなく魔法使いと評す。メディアからマルスのギャラクシーメイルを授けられてからは重力をも操ることが可能となる。
メディアの真意を知りつつも力を貸している。彼女を全ての元凶と考え殺害しようとしたミケーネと対峙し、闇の小宇宙を使い彼の小宇宙を封じ込めて攻撃、返り討ちにする。双魚宮では光牙達と対峙。水の障壁で分断させた龍峰達へ召還したマルス四天王を差し向け、拘束した光牙へは光と闇の小宇宙のどちらを取るか選択を迫る。自らはユナを気に入りパートナーにせんとするが拒否される。拘束したユナを傍へ侍らせ青銅聖闘士達の戦いを共に鑑賞しようとするも拘束を解いた彼女が眼前に立ちはだかったことが勘に触り、ユナを攻撃。光牙への挑発も兼ね止めを刺そうと闇の小宇宙で造りだした槍を投げつけるが、仲間を護るため敢えて闇の小宇宙を選んだ光牙に防がれる。ユナに闇の小宇宙を消された光牙や遅れて現れたエデンが彼女の奮闘により先へ進んでしまってからはユナと対峙、地球崩壊が始まるのを感じると最頂部へと移動しメディアからギャラクシーメイルを授かる。それを受け闇の力を最大限に発揮できる火星へと場を変え、光牙とエデンと交戦しつつ光牙の中からアプスを復活させようとギャラクシーメイルを埋め込むが闇に堕ちず逆に自らの力を超えられる。最期はメディアに騙されていたことを知り全てを抹殺しようとするが光牙に憑依したアプスに一撃で倒され死亡する。

## パライストラ・鋼鉄聖闘士養成所関係者
ハーデスとの聖戦後、人材の枯渇を補うためそれぞれアテナ（沙織）の命令により作られた。パライストラはクロストーン（新生聖衣編以降は聖衣）を所持する正規聖闘士の養成施設で鋼鉄聖闘士養成所は聖闘士候補生の育成施設。多くの聖闘士が集う聖域を除き、原則として徒弟制（世界各地に散っている聖闘士の元に弟子入りして個別に指導を仰ぐ）で同格の相手と戦う機会が乏しい聖闘士養成の欠陥を補う画期的なシステムだったが、それが災いしてマルスとの戦いではパライストラの制圧で一挙に戦力を失う結果となった。
檄（げき）
声 - 梁田清之
技 - ハンギングベアー
元大熊星座の青銅聖闘士で、現在は引退しパライストラ教員。掟に拘らず柔軟な対応をする一方で不正をする生徒には厳しい。かつての同期であり対戦相手でもあった星矢には今も敬意を払っている。火星士の襲撃時に生身で戦い光牙達を脱出させるも、バベルの塔内のトゥームスクイーズに仮死状態で囚われたが後に救出される。
【新生聖衣編】
復興したパライストラで再び教鞭を執る。パラサイトの襲撃を受けた人々を避難民として受け入れ、彼らを不安にさせないために必要以上に豪快に振る舞うなど腐心している。パラスベルダの前線基地では、開発者である麻森博士の粋な計らいにより大熊星座の青銅聖衣の意匠を取り入れた専用の鋼鉄聖衣を装着してパラサイトの大軍と交戦する。
【Ω覚醒編】
パラス城内部へ突入した光牙達を追うパラサイト兵を食い止めるため奮闘。サターンの復活後は、出現したサターンの軍勢及びエーギルと交戦する。
学園長
山羊座（カプリコーン）のイオニアを参照。
学園長代理
声 - 楠見尚己
名前は不明。元聖闘士の教員。イオニアが用事と称して留守にすることが多いため学園の実務に追われる生活であったが火星士の襲来時に彼らに倒され捕虜となる。
ゲオルゲス
声 - 高塚正也
元聖闘士で眼鏡を掛けたスーツ姿の教員。檄とは長年の知己で小宇宙と属性の授業を担当。生徒たちには厳しく杓子定規で嫌味な性格。
那智（なち）
声 - 島田敏
技 - デッドハウリング
元狼星座の青銅聖闘士で、現在は引退し蛮と共に鋼鉄聖闘士養成所で訓練生を指導している。鋼鉄聖闘士達を率いて仮設キャンプからパライストラへ向かう間、光牙に護衛を依頼する。後輩である栄斗が光牙と共に闘っている事を嬉しく思っている。パラスベルダの前線基地では、開発者である麻森博士の粋な計らいにより、かつての狼星座の青銅聖衣の意匠を取り入れた専用の鋼鉄聖衣を装着しパラサイトの大軍と交戦する。元青銅聖闘士達の鋼鉄聖衣は特別製の聖衣であるが、量産型鋼鉄聖衣とパーツの一部が共通化されておりメンテナンス性が保持されている。
【Ω覚醒編】
パラス城内部へ突入した光牙達を追うパラサイト兵を食い止めるため奮闘。サターンの復活後は、出現したサターンの軍勢及びエーギルと交戦する。
蛮（ばん）
声 - 稲田徹
技 - ライオネットボンバー
前子獅子星座の青銅聖闘士で、現在は引退し那智と共に鋼鉄聖闘士養成所で訓練生を指導している。自称「グレートティーチャー」。訓練生時代の昴を指導し、その才能を認めそれが開花することを望んでいる。パラサイト襲来の情報を受けるとすぐさま養成所を放棄し、態勢を立て直すため鋼鉄聖闘士達を連れてパライストラへ向かう。後輩の蒼摩の活躍を喜んでいる。パラスベルダでは、開発者である麻森博士の粋な計らいにより、かつての子獅子星座の青銅聖衣の意匠を取り入れた専用の鋼鉄聖衣を装着しパラサイトの大軍と交戦する。
【Ω覚醒編】
パラス城内部へ突入した光牙達を追うパラサイト兵を食い止めるため奮闘。サターンの復活後は、出現したサターンの軍勢及びエーギルと交戦する。
麻森博士（あさもりはかせ）
声 - 麻生智久
鋼鉄聖衣を開発した科学者。最初の鋼鉄聖衣であるランドクロス、マリンクロス、スカイクロスの3体を完成させた後も研究を重ねており、現在は3体のノウハウを反映した量産型の開発にも成功している。その一方で、3体のオリジナル鋼鉄聖衣の整備も忘れておらず、パラスベルダに初代鋼鉄聖闘士の3人を送り出す。

## 鋼鉄聖闘士
新生聖衣編より登場。現代科学の力で作られた「鋼鉄聖衣（スチールクロス）」を纏い、正規の聖闘士のサポートをする存在と位置付けられている。本作で登場する鋼鉄聖衣は、前作のものをもとに聖域の戦力増強のために量産化されたものであり、デザインはほぼ同型で、他人の鋼鉄聖衣でも使用可能。昴がエルナの鋼鉄聖衣を纏った時カラーリングが変化した。大多数の者たちが存在しており、下記の他にも鋼鉄聖闘士を率いる隊長（声 - 小杉史哉）や各所でパラサイト兵と交戦する多数の鋼鉄聖闘士達（声 - 半田裕典、前田邦宏、小杉史哉、松本大督、阿座上洋平など）が登場する。
昴（すばる）
小馬座（エクレウス）の昴の項目を参照。
エルナ
声 - 白石涼子
技 - スチールボルトアロー
昴とは養成所で修行していた頃からの仲間。ひたむきでまじめな性格で、守護星座のある真の聖闘士となることを目標としている。星の加護を持たない自分を勇気づけるため聖衣の肩に星の絵を描き大切に扱っている。止めを刺されそうになった昴を救うもハティの攻撃を受け自らの鋼鉄聖衣を昴に託して息を引き取る。
ケリー
声 - 平井啓二
技 - スチールボルトアロー
成人男性。聖衣はスチールボルトアローを両腕に装備するカスタムモデル。一般市民であったがマルスとの戦いに巻き込まれ妻と娘を喪った過去を持つため、アテナもマルスやアプスといった神々と同類と捉えている。後輩のエマを守りながらパラスベルダでパラサイトと戦いを繰り広げる。戦況に希望は持っていないが絶望もしていないため、激しい戦場でも軽口を叩く余裕を持つ。三級パラサイト・ロゲとの戦いでは彼に組み付き足止めして蒼摩の援護を果たすも、ロゲを倒した直後に襲い掛かってきたパラサイトビーから蒼摩を庇って息を引き取る。
エマ
声 - 藤井ゆきよ
技 - スチールボルトアロー、スチールハリケーン
ケリーの後輩である少女。故郷や家族を無くしている。真面目な態度で努力して鋼鉄聖闘士となったが、経験が浅いため鋼鉄聖闘士の中でも戦闘力は高くない。パラスベルダでの戦闘に参加して実戦の苛烈さに衝撃を受けながらも自分にできることを模索する。雑兵であるパラサイト兵に対しても非力な鋼鉄聖闘士の存在意義に悩み、蒼摩や昴に食ってかかる感情の起伏の激しい一面もある。三級パラサイト・ロゲとの戦いでは、昴と共にパラサイトビーを一掃する。パラス城では内部へ突入した光牙達を追うパラサイト兵を食い止めるため奮闘する。
【Ω覚醒編】
サターンの復活後は、出現したサターンの軍勢に戦意を失いそうになる仲間を叱咤しつつ果敢に攻撃を仕掛ける。エーギルと対峙した際は、仲間と共にΩの片鱗を見せエーギルを追い込む。
邪武（じゃぶ）
声 - 草尾毅
技 - ユニコーンギャロップ
元一角獣座の青銅聖闘士。現在は戦いから身を遠ざけ牧場を経営して大好きな馬達と静かに暮らしている。行き倒れた蒼摩を助け聖闘士の先輩として彼を鍛える。
【Ω覚醒編】
世界各地のパラサイト部隊を壊滅させており彼らからパラサイト狩りのユニコーンと恐れられていた。サターンの復活後は、一角獣座の青銅聖衣を模した鋼鉄聖衣を纏いエーギルを撃破。最終決戦では、サターンに時を奪われ石化するが沙織の呼び掛けに応え、自らの小宇宙を光牙へ送る。

### 初代鋼鉄聖闘士
「オリジナル・スチールセイント」と読む。テレビアニメ版『聖闘士星矢』にも登場した3人の鋼鉄聖闘士。かつて星矢達と共に戦った経験を持ち、麻森博士に送り出されパラスベルダへ参戦する。前作で3人が途中退場した理由は、3人の聖衣は昴達の物よりも大きな力を発揮できるが、その代償として体にかかる負担が大きすぎたためと説明されている。
スカイクロスの翔（しょう）
声 - 中原茂
技 - スチールハリケーン、コスモキャンセラー
巨嘴鳥座モデルの鋼鉄聖衣を纏う。腕に装着されたファン状パーツは敵の攻撃を吸収し、無効化する力がある。聖衣のメンテナンスを麻森博士に依頼していたが予想以上に時間がかかり他の聖闘士より遅れて参戦する。潮、大地や他の聖闘士達と共にディオネ率いるパラサイトの大軍と交戦する。
【Ω覚醒編】
パラス城内部へ突入した光牙達を追うパラサイト兵を食い止めるため奮闘、その際、火炎を放つような技を披露する。サターンの復活後は現れたエーギルと交戦、3人の連携でエーギルを追い込むが鋼鉄聖衣が限界を迎える。
ランドクロスの大地（だいち）
声 - 中村大樹
技 - スチールハリケーン
子狐座モデルの鋼鉄聖衣を纏う。前作では幼い少年だったが本作では巨漢へと成長し、オリジナル鋼鉄聖闘士3人の中で最も外見が変化している。破損した光牙達の新生聖衣の修復が終わるまでの間、前線基地を死守するため翔、大地や他の聖闘士達と共にディオネ率いるパラサイト大軍との戦いに臨む。昴のことを「鋼鉄聖闘士の希望」と呼ぶ。
【Ω覚醒編】
パラス城内部へ突入した光牙達を追うパラサイト兵を食い止めるため奮闘、その際、衝撃波のような技を披露する。サターンの復活後は現れたエーギルと交戦、3人の連携でエーギルを追い込むが鋼鉄聖衣が限界を迎える。
マリンクロスの潮（うしお）
声 - 大塚芳忠
技 - スチールハリケーン
旗魚座モデルの鋼鉄聖衣を纏う。破損した光牙達の新生聖衣の修復が終わるまでの間、前線基地を死守するため翔、大地や他の聖闘士達と共にディオネ率いるパラサイト大軍との戦いに臨む。
【Ω覚醒編】
パラス城内部へ突入した光牙達を追うパラサイト兵を食い止めるため奮闘、その際、水流を放つような技を披露する。サターンの復活後は現れたエーギルと交戦、3人の連携でエーギルを追い込むが鋼鉄聖衣が限界を迎える。

## マルスの軍勢
マルス
声 - 柴田秀勝
属性 - 闇
技 - ルーベル・シドゥス・グングニル、ムルス・イグニス、ルーベル・シドゥス・ストーム、ルーベル・シドゥス・メテオ
闘いの神の化身にして火星の守護者。常に銀河衣（ギャラクシー）を纏っている。「聖なる魔女」メディアを後妻とし子にソニアとエデンがいる。マルスとは本名ではなく、かつてはルードヴィグという名の人間で、妻ミーシャと彼女との間にもうけた娘ソニアと幸福な生活を送っていた。しかし、突如としてミーシャを亡くした理不尽に耐えられず、この世界を正さなければならないという思いに憑りつかれ犯罪者を粛清してゆく中、火星の力を受けマルスへと変貌した。その後メディアとの間にエデンをもうけ、彼のために新世界を作り世の中を作り替えようとする極端な思想に拍車をかけていくことになる。
火星を地球に代わる新たな新天地とするため、アテナの持つ強力な光の小宇宙を手に入れるべく地球へ侵攻、沙織を筆頭としたアテナ軍と戦いを繰り広げるが、決着寸前にメディアにより呼び寄せられた闇の小宇宙で造られた隕石が戦場へ落下したため闇の小宇宙の力を得た。その際、アテナが隕石の闇から守るため光の小宇宙で守護していたアリアを連れ帰る。隕石によって新たな力を得たマルスは暫くの後再度聖域の沙織を襲撃、救援に来た星矢達の活躍で封印されるものの、他の駆けつけた聖闘士達と沙織に「魔傷」を負わせ星矢を闇に引きずり込んだ。封印されている間にもパライストラの学園長イオニアの籠絡を初めとして、様々に暗躍しアリアの光の小宇宙を利用し続けていた。
13年の後封印が解けたマルスは三たび沙織を襲撃、拉致すると時をおかずしてパライストラを闇に包み聖域を完全に破壊して「バベルの塔」を建設、聖闘士の組織を乗っ取り「大教皇」を名乗る。闇の遺跡でアテナの力に覚醒したアリアを殺害し6つのコスモクリスタルが姿を変えた黄金の杖と彼女に残されていた光の小宇宙を奪うと、その力を用いてバベルの塔上空に「新十二宮」を作り出し最頂部にて12時間後の地球滅亡を待つ。マスクを外した素顔は、燃え滾る奇怪な炎の面のような物が右眼に憑り付くように顔の右側を覆っている。
エデンが産まれた後はミーシャとの娘であるソニアと関わりが薄くなっておりソニアは昔の優しい父親の思い出だけに縋っていたが、彼自身は父親の情を完全に失っていたわけではなくソニアが死んだ際にはメディアを叱責している。
地球滅亡を阻止せんと最頂部に到来した光牙やエデンに圧倒的な力を見せつけるが、エデンの言葉に動揺した隙を光牙の彗星拳を受け闇の力が消失、自らの過ちに気づき最期の力を振り絞り地球崩壊を止めようとするが間に合わず、火星によるアリアの杖に溜まった小宇宙の吸収の余波に巻き込まれ死亡する。
ホーネットのソニア
蠍座（スコーピオン）のソニアの項目を参照。
メディア
声 - 榊原良子
属性 - 闇
「聖なる魔女」と呼ばれている謎の女性。ソニアの幼少期頃にマルスの後妻として入り彼との間にエデンを設けた。また、弟アモールは魚座の黄金聖闘士である。アプスの闇の力を利用して新世界を創造する野望を持つ。
もの静かな口調ながら非情な性格で継子であるソニアには常に厳しく接してきた。反面、エデンには愛情を注ぎ続けておりマルスが新世界を創造した後は「闇のプリンス」として世界を任せるつもりでいる。新天地での支配をより強固にするため光牙の闇の小宇宙を欲し、十二宮を昇ってくる光牙を除く4人の青銅聖闘士の命を断つことにより闇の小宇宙が育ち力を増すと考えている。マルスの最初の地上侵略の折、隕石を呼び寄せ地球へ飛来させている。またマルスの封印中はマルス軍の指揮を執りイオニアらの籠絡、一摩の殺害指示などを行っていた。
何らかの特殊能力を持つようで新十二宮建設の補助や黄金聖闘士達の監視をしつつ、自我を持たす呪いを施した水瓶座の聖衣の着用を宝瓶宮で時貞に許可。また、ソニアにも蠍座の聖衣を与え天蠍宮へ差し向ける。時貞が玄武に敗北すると玄武を天秤宮に釘付けにするため十二宮の崩壊を開始する。地球崩壊が始まると死亡したマルスからギャラクシーメイルを回収し火星へ向かう前にアモールに授けるがそれはアプスを光牙に憑依させる算段でもあった。継子のソニアや夫であるマルスの死にも全く悲しむ様子を見せず、冷徹な反応を示し弟であるアモールでさえも捨て駒として自身の野望を叶えることに執心している。アプスに殺されそうになったエデンを自身の居る場所へ移動させ、改めてエデンを新世界の王にしようとするも彼の心は変わらずアリアの杖を巡って交戦するが杖を奪われる。最期はエデンがアプスの闇に飲まれそうになったところを身を挺して救い闇に飲まれ消滅する。
エデン
オリオン座のエデンの項目を参照。

### マルス四天王
マルス配下の軍神。その力は黄金聖闘士をも凌ぎ、マルスの最初の地上侵略において星矢達を窮地に追い込んだ。聖衣を纏ったアテナの放った光の矢で大きなダメージを受け、長い眠りについていたがアモールにより復活を果たし龍峰達に襲い掛かる。
バックス
声 - 平井啓二
属性 - 水
四天王随一のパワーを持つ軍神。かつての侵攻では一輝と激闘を繰り広げた。酒の神の名に違わず自ら造りだした水状の酒樽の中の酒を飲むと小宇宙を高めることができ、酔拳のようなトリッキーな攻撃を繰り出す。また、水流を自在に操ることもできる。左胸に2本の光の矢が刺さっている。他の軍神と共に龍峰達を追い詰め、闇の小宇宙を纏った光牙に拳を繰り出すも一撃で消滅させられる。
ロムルス
声 - 新井良平
属性 - 土
技 - フレミドラビッヒ
四天王のリーダー格であり、大地を自在に操る軍神。かつての侵攻では紫龍と激闘を繰り広げた。左胸に2本の光の矢が刺さっている。他の軍神と共に龍峰達を追い詰めるが龍峰・蒼摩・栄斗3人の技に自身の技を破られ他の2神もろとも消滅する。
ウェルカーヌス
声 - 根本幸多
属性 - 火
技 - バルウスデフラーヴァン
強力な火の小宇宙を操る軍神。かつての侵攻では氷河と激闘を繰り広げた。左胸に1本、右肩に1本の光の矢が刺さっている。強大な火の小宇宙を鎖鎌など様々な武器に変化させ敵を焼き払う。その炎熱は絶対零度をも上回るとされる。他の軍神と共に龍峰達を追い詰めるが龍峰・蒼摩・栄斗3人の技に自身の技を破られ他の2神もろとも消滅する。
ディアーナ
声 - 庄司宇芽香
属性 - 風
技 - ライトニングマジック
四天王唯一の女神。かつての侵攻では瞬と激闘を繰り広げた。左腹部に1本の光の矢が刺さっている。遠距離の敵であっても必ず仕留める小宇宙の弓を武器とし、他の軍神と共に龍峰達を追い詰めるが龍峰・蒼摩・栄斗3人の技に自身の技を破られ他の2神もろとも消滅する。

### 火星士
「マーシアン」。マルス配下の戦士で各々が虫類を模した鎧を纏っており、マルスやソニアの命令を実行する。
マンティスのオルデュキア
声 - 増谷康紀
技 - ダークミスト
光牙・蒼摩を襲撃するも敗北、逃亡中に上位の火星士に殺害される。
スパイダーのラーニョ
声 - 赤羽根健治、岡澤由樹、前田邦宏
技 - 闇の糸
3人で1つの名を名乗っており、小宇宙を吸い取る糸を使う。光牙を一度は捕らえるも糸を破られ敗北する。
ビートル兄弟
声 - 兄・橋詰知久、弟・松原大典
パライストラ地下牢獄から脱出した光牙・栄斗を襲撃するも返り討ちに遭う。
アントのラジンスキー
声 - 飛田展男
技 - ヘルズプロシード（地獄の行進）
数人の部下からなるアント隊を率いるが、光牙・蒼摩・ユナ・栄斗4人に海に落とされ爆散する。
アリ型雑兵
声 - 荒井聡太、金本涼輔、赤羽根健治
技 - ヘルズプロシード（地獄の行進）
ラジンスキーの指示のもと闘う。光牙・蒼摩・ユナ・栄斗4人に海に落とされ爆散する。
マーシアン隊長
声 - 服巻浩司
雑兵達を統括する。バベルの塔で光牙達の奇襲を受ける。パラドクスの回想では聖域進入時に雑兵達の先導をした。
雑兵
声 - 荒井聡太、金本涼輔
主に警備担当。バベルの塔警備や、裏切った貴鬼を襲撃するためメディアから派遣される。パラドクスの回想では聖域へ進入した。

## パラスの軍勢
すべて「新生聖衣編」からの登場。
パラス
声 - 鶴ひろみ
愛の女神。神話の時代、アテナとは姉妹のように過ごしオリンポスの花園で「二人で一人の女神のよう」と呼ばれるほど仲が良かった。アテナが人間にもその愛を向けるようなると人間を疎ましく思い滅ぼそうとするも、人間を守るために戦うアテナに殺害された。サターンの話に乗りアテナの愛を取り戻すため再び現世に蘇る。
幼い少女の姿でこの世に降臨したところを彼女の暗殺を命じられた星矢と遭遇、神話の時代からの因縁を終えられるならと涙を流しつつその命を差し出そうとするが、現れたタイタンに眠らされ、訪れる者の覚悟を問うと言われるシェルタ山脈の西、七つの丘が守護するように囲む「花の城塞都市パラスベルダ」へ連れて行かれ、腕に巻かれている「螺旋のリング」の力でアテナの力を吸い取り成長する。城で過ごす日々に退屈した彼女は城から抜け出し光牙と出会った際、逃げ遅れた一般人と勘違いした彼の「守ってやる」という言葉に最初は無邪気な笑顔を見せるものの、自らの我儘で聞き分けのない態度に呆れた光牙の言い放った言葉に失望し、邪悪で禍々しい小宇宙を放ち自らの元へ来たタイタンと共に城へ帰還する。アテナを自分一人の物とするため、その障壁となる聖闘士達を憎んでいる。四天王が自分には忠誠を誓っていないことに最初から気づいていたがアテナとの「愛の決着」を自身でつけるためあえて彼らの計画に乗っていた。しかし自分の世話をしているタイタンに対しては信頼を寄せており、いつしか彼を思い遣るようになっていた。
【Ω覚醒編】
まだ幼いながらも愛の女神としての力を発現させ、四天王であるタイタンの心でさえ奪っているが同時に深い信頼を寄せている。アイガイオンが光牙達を通したことを裏切りと怒り彼が一輝と相打ちで消滅した際には嘲笑する。この頃になると、より大人びた姿へと成長している。ガリアから「愛の女神でありながら誰からも愛されない」ことを嘲笑された際には落ち込んだものの、タイタンが真の主君サターンより自分を選ぶ決断を受けて落涙しながら彼の胸に飛び込んだ。ガリアの消滅に際しては「最後まで愛を知ることはなかった」と憐れむような表情を見せる。「玉座の間」でアテナと対峙。アテナの聖衣と似た紅と黒を基調とした刻衣と刻の聖剣永劫輪舞を召喚しアテナと激闘を繰り広げるが敗れる。自らに代わって戦うタイタンが星矢の一撃を受ける寸前タイタンの前に飛び出し身を挺して救い、アテナの言葉に落涙し彼女と和解、吸い取った小宇宙を返還するが突如螺旋のリングから現れた二匹の蛇ウロボロスに拘束され小宇宙を奪われる。最終決戦では、サターンに時を奪われ石化するが沙織の呼び掛けに応え、自らの小宇宙を光牙へ送る。戦後、「愛を育む人々を助け、その未来を築く手伝い」をするためにタイタンと共に旅へ出る。

### 刻闘士
「パラサイト」。名の由来は隕石を意味する「pallasite」から。パラスに仕える刻の戦士達。刻に干渉する力を持つ「刻衣（クロノテクター）」と呼ばれる装備を身に付ける。戦闘の際には武器や飛び道具を用い、四級以上の級持ちのパラサイト達は「○○（固有の武器名）の××（自身の名前）」といった二つ名を持ち、時間に干渉し小宇宙が高くない人間や動植物等の生命体の刻を停止させる「クロノディレイド」を使う事ができる。その呪縛を解くには、その刻を止めたパラサイトを倒すしかない。一級パラサイトの四天王を頂点として一〜三級に格付けされており、さらに最下級として雑兵のパラサイト兵がいる。雑兵の中でも刻の門を守る者達は精鋭部隊であり、エデン曰く、三級パラサイトに匹敵する小宇宙を有している。殆どの刻闘士達はパラスに忠誠心を持っておらず、利用するため仮初の主君として祭り上げているのが実態である。

#### 一級刻闘士
別名『パラサイト四天王』。パラス軍の最高幹部であり、その力は黄金聖闘士を凌駕すると言われる。タイタン以外の3人はパラスに対して全く忠誠を誓っておらず、あまつさえアテナだけでなくパラスの抹殺をも画策している。四天王には真の主・サターンが存在する。
四天王の刻衣は太古の昔に作られた戦闘衣であり、その力は一式で黄金聖衣の3体に匹敵し4つ各々が黄道十二星座のうちの3つの星座に対応し、原色に輝く。また、オブジェ時は3つの星座のシンボルが混合した合成体（キメラ）の形状となる。聖剣を祀る祭壇としての役割を担っているという説もあり、合成体の時には聖剣が装着される。ガリアをして黄金聖衣の3倍の力がある。
四天王の操る聖剣は、神話の時代に神々が携帯した剣が現代に残った物と伝わっており、ハイペリオンの持つ天地崩滅斬はアプス以上の小宇宙を放つと言われるほどである。剣それぞれに物質を操る能力があり、剣名はその威力を恐れた人間が名付けたと言われている。神の剣と謳われているが不滅の物質で造られているわけではない。四天王はサターンから聖剣を賜った。
聖剣・天神創世剣（てんじんそうせいけん）のタイタン
声 - 竹本英史
技 - ギガントインパクト、サテライトクラッシャー、ギガンティックプラネットエンド
創世刻衣（ジェネシステクター）を纏う。四天王のリーダー格で、随一の小宇宙を秘める。パラスの守護を担当し常に横に居て彼女を守り育てるが、アテナに会いたがる彼女に手を焼いてもいる。性格は冷酷非情で任務には忠実ではあるが、パラスの世話をほぼ1人で行っている影響か彼女に情を移しているような態度もみせる。他の四天王とは違いパラスを守るため、自らの力で時間停止させた、如何なる攻撃も受け付けない刻の門を閉じるも仲間の小宇宙を結集した光牙に破壊される。
【Ω覚醒編】
四天王の刻衣召喚の許可を得たハイペリオンを諌めるがパラスの言葉もあり渋々同意し創世刻衣を召喚。パラスが四天王が自分には忠誠を誓っていないのを最初から見抜いていたことを知った際には、彼女を世話する日々で芽生えた愛情を告白しサターンから罰せられようとも彼女へ味方すると表明。玉座の間でアテナや星矢、ハービンジャーと対峙、ハービンジャーの提示したアテナの聖衣を賭けた一騎討ちを受け当初は彼を「ならず者」と蔑んでいたが聖剣を破壊するほどの力を見せた彼を目の当たりにし前言を撤回する。パラスがアテナに敗れ止めを刺されそうになった際は割って入り、聖剣を捨て女神パラスの守護者 真のパラサイトを名乗り、星矢と男の決着を付けるため激闘を繰り広げる。サターンの復活後はパラスのために相対するも敗れ、居城に去ったサターンを追う光牙達に思いを託し、自らはハービンジャーと共に両女神を護衛。瞬との戦いで刻衣を全壊されてもなお、歩みを止めないエウロパの前に立ち塞がり、怒りに満ちた彼を見て命乞いをしパラスへ世界の半分の分与をサターンに進言するという、エウロパの提案を一蹴し止めを刺す。最終決戦では、サターンに時を奪われ石化するが沙織の呼び掛けに応え、自らの小宇宙を光牙へ送る。戦後、「愛を育む人々を助け、その未来を築く手伝い」をするパラスに付き従い旅へ出る。
天神創世剣は刀身が真っ直に伸び束の部分に宝石状の装飾がある緑色の大剣。遥か昔に、その切れ味を見た人間が「神が天と地を乖離させ世界を創造する時に使用した剣」と畏れたことを刀名の由来とする恐るべき聖剣。巨大な小宇宙を乗せたハービンジャーの技に破壊される。
創世刻衣は射手座・双子座・乙女座を象っている。薄い青磁色のような緑が混じった白色を基調とした刻衣でマスクや胸部・腰部中央、肘・膝当て・後背部には金色のラインが入った翡翠色の宝石が付属している。確認できる射手座を象った箇所はマスク・両腕部・両脚部・後背部、双子座は両肩部、乙女座は腰部である。
聖剣・天地崩滅斬（てんちほうめつざん）のハイペリオン
声 - 黒田崇矢
技 - 天地崩滅斬（てんちほうめつざん）、クロノデストラクション、ショックオブデストラクション、 クロノカタストロフィー
崩滅刻衣（デストラクションテクター）を纏う。四天王一の武人と謳われる。各地でパラサイトに散発的な攻撃をさせ聖闘士に人々をパライストラに集めさせた所でまとめて殲滅するという戦略を立案するも、パライストラ殲滅部隊の指揮を執る配下エーギルが劣勢になると惨憺たる状況を苦々しく思いつつ自らの聖剣を貸し与える。部下の戦死の際も平然としていることや表面上とはいえ主君であるはずのパラスを自分達の目的を達成するための捨て駒としか見ていないことから性格は非常に冷酷である。しかし、感情よりも結果を優先する主義のため、先述のように武器を貸し与え、タイタンにはパラスへの情を諌めるなど、他に気をかけることが多い。
【Ω覚醒編】
黄金聖衣に興味をもつパラスから許可をもらい崩滅刻衣を召喚。ガリアの敗死後、出陣。その際、パラスに自らはサターンに忠誠を誓っていることを宣言しタイタンに翻意を促すも拒絶され道を違える。タイタンの離反後も、アテナとパラスを邂逅させサターンを呼び覚ますと共に両女神の共倒れを狙う計画の遂行を最優先とし、その障害となる黄金聖闘士達を抹殺せんと立ち塞り圧倒する。しかし、アテナ・星矢・ハービンジャーが先へ進むのを許してしまい、紫龍・貴鬼・フドウが放ったアテナエクスクラメーションを受け聖剣を失う。聖剣を失った怒りから極限まで自らの力を引き出し、駆け付けた光牙達を圧倒。異常なまでの小宇宙を放った昴に追い込まれるも、彼を石化させΩの片鱗を見せる光牙達の青銅聖衣をも粉々に破壊する。幾度となく地に付させる度に昴のために小宇宙を増し這い上がってくる彼らに次第に恐怖を感じるようになり、その元である昴を無に帰そうと襲いかかるも真のΩに到達した彼らに防がれその攻撃を受け敗れる。最期は全員を道連れに自爆しようとするがエデンに刻衣を破壊され自ら石化を解いた昴の拳を受け死亡する。昴が自身が忠誠を誓っているサターンだと気付いたためか、昴の拳を受ける際に「貴方様は!」と驚いた表情を見せた。
天地崩滅斬は鍔の無い赤い大剣。四天王の操る聖剣の中でも最も高い破壊力を誇り、原子を構成する陽子でさえ破壊することができる。敵の刻を切り裂き石化させることも可能で天秤座の剣を破損させるが、玄武の全小宇宙を込めた技を受けヒビが入る。最後は、紫龍・貴鬼・フドウによるアテナエクスクラメーションを受け破壊される。
崩滅刻衣は獅子座・牡牛座・牡羊座を象っている。薄い虹色のような赤が混じった白色を基調とした刻衣で、金色のラインの入った猩々緋色の宝石が胸部・両肩部・肘・膝当てに付いている。確認できる獅子座の箇所は胸部・両腕部・両脚部、牡牛座は両肩部、牡羊座は腰部中央である。
聖剣・武神光臨剣（ぶしんこうりんけん）のガリア
声 - 山崎和佳奈
技 - ライトオブジェネシス、飛天大閃光（ひてんだいせんこう）
光臨刻衣（フォトンテクター）を纏う。パラスに入れ込むタイタンに嫌味を言い放ったり人間の醜さや歪みを好むなど冷血な性格をしており、人間を「おもちゃ」や「虫けら」と蔑み愛や友情を見下している。本人をして光速を遥かに超える超光速で動くことができる。
【Ω覚醒編】
ハイペリオンが四天王の刻衣召喚の許可を得た後は光臨刻衣を召喚。部下であるパラドクスがインテグラとの戦いに敗れると突如割り込み、パラドクスを「役立たず」と評し致命傷を与え黄金聖闘士達と戦端を開く。反撃してきたインテグラを黄金聖衣ごと切り裂き、他の黄金聖闘士達の攻撃を武神光臨剣で掻き消すなど優勢に立ち、その戦いを水晶に映し光牙達やパラスベルダの聖闘士達に見せつける。この戦いが自分とアテナとの愛の決着の障害となることからパラスに撤退を勧告されるも自らはパラスの部下ではないと表明し戦闘を再開、優位に進めるがパラドクスとインテグラが異次元を開き無限回廊と場を繋げ青銅聖闘士達の集結、及びアテナと黄金聖闘士の脱出を許してしまう。青銅聖闘士達と対峙した後は、強大な力で一人ずつ下していくも仲間と共にΩの片鱗を見せた青銅聖闘士達に形勢を覆され、最期は光牙の技を受け消滅する。
武神光臨剣は、菱形の黄色い金属をいくつも繋げて造られた刀身が特徴的な大剣。神の力が無くては脱出できないと呼ばれるスニオン岬の岩牢を周囲の海ごと両断し、刃から放たれる閃光は周囲の物を跡形もなく切り刻み消滅させることができる。驚異的な小宇宙を放った昴にヒビを入れられ、仲間と共にΩの片鱗を見せたエデンに砕かれる。
光臨刻衣は蟹座・水瓶座・魚座を象り、オブジェ時は生命が誕生した水を宿すという「生命の泉」を象徴した形状となる。薄い山吹茶のような黄色と白色を基調とした刻衣で腰部・膝当て・両足に金色の宝石が付いている。確認できる蟹座を象った箇所はマスク・両腕部・両脚部、水瓶座は腰部、魚座は両肩部である。
聖剣・重爆雷斬刃（じゅうばくらいざんば）のアイガイオン
声 - 江川央生
技 - 重爆雷斬刃（じゅうばくらいざんば）
重爆刻衣（グラビトンテクター）を纏う青き智将。好奇心が旺盛で彼の部屋には数多の蔵書がある。以前、交戦した一輝の力を認め同時に人間への興味をもつ。パラスを餌にアテナをパラスもろとも抹殺せんと企てる。
【Ω覚醒編】
興味を持っている人間の限界や可能性を知るため配下であるスルトに聖闘士達を試させる。ハイペリオンが四天王の刻衣召喚の許可を得た後は重爆刻衣を纏い出陣、人間の力を見極めるため、中庭で光牙達の前に立ち塞がり重爆雷斬刃の絶大な力で追い込む。止めを刺す寸前で突如現れた一輝と交戦。最大級の雷で一輝の聖衣を破壊するが、立ち上がり強さを増した彼の生身の拳で重爆雷斬刃を砕かれる。自己修復機能で再び聖衣を纏った一輝の幻魔拳を喰らい黒幕の正体を吐かされそうになるも高い忠誠心から自らを傷つけることにより回避、最期は一輝と互いの小宇宙が最高潮に高まり限界を超えようとしている状態で拳を打ち合い「人間は弱く愚かな生き物だが、集まればその可能性は計り知れない面白い存在」と結論づけ、「お前という男が道連れならばそれも悪くない」と言い残し一輝と共に消滅するが、彼を時空の狭間から地上へ戻す。Ωのことに触れた際、四天王の自分ですら到達し得なかった、神に匹敵する伝説の小宇宙の領域と評する。
重爆雷斬刃は、刃が交互に付いた七枝刀のような青い刀身で、重力と雷を操ることのできる大剣。重力を操作することで、向いくる相手に何十倍の重力の負荷をかけ封じ込める事や弾き返す事が出来、気象に干渉し呼び寄せた雷雲から齎された雷霆を刀身に集め相手に雷撃を放つ。以前、アイガイオンが加減したとはいえ交戦した一輝に、さらに至近距離から渾身の拳を放った光牙にヒビを入れられ、そして度重なる光牙達の攻撃を受けた影響もあり最後は一輝の拳を受け破壊される。
重爆刻衣は蠍座・山羊座・天秤座を象っている。白色を基調とした刻衣で胸部・膝当て・両肩・後背部に金色のラインが入った青色の宝石が付属している。確認できる蠍座を象った箇所はマスク・両脚部・後背部、天秤座は巨大な盾を装着した両肩部、山羊座は腰部である。

#### 二級刻闘士
パラスや一級パラサイト達の補佐役を務める。本陣に身を置く彼らの勅命により各地へ赴く事がある。
ウィップ（スネークプラズマ）のディオネ
声 - 三浦祥朗
技 - スネークプラズマ、スネークプラズマ・フルパワー
紳士的で口調は丁寧であるが慇懃無礼な人物。あらゆる物質を原子レベルで崩壊させる鞭を持つ。聖衣石の眠る墓所で貴鬼を狙うも反撃され撤退する。パラスベルダでは大軍を率い聖衣修復中で無防備な聖闘士達を一網打尽にしようと前線基地へ襲来するが、聖闘士達の反撃や翔、大地と云った初代鋼鉄聖闘士達の登場もあり手こずる。手勢を連れ聖衣を修復する貴鬼に狙いを変更するが、本気を出した彼に刻衣を一撃で破壊され雑兵もろとも光の彼方へ飛ばされ死亡する。
サーバント（パーフェクトポーン）のレア
声 - 高城元気
技 - ゲイボルグ、ゲイボルグ・影の槍（-かげのやり）
タイタン配下。タイタンをして二級パラサイト最強の男。日々欠かすことのない鍛錬にて、右手の手刀を全てを貫く神の槍ゲイボルグと形容されるまで昇華させた。その威力はオリハルコンでさえ易々と貫く。神殺しと呼ばれる光牙の力の把握及び敗北寸前のハティを救出するため現れ共に撤退する。
【Ω覚醒編】
タイタンから紫龍と龍峰の抹殺の任を受けドヴェルグ内の闘技場で彼らと対峙。パーフェクトポーンを囮としたゲイボルグ・影の槍で黄金聖衣を貫き一度は紫龍を下すも、それは紙一重で致命傷を避けつつ自らが倒れることで息子の秘めたる力を覚醒させ、成長を促すという紫龍の算段であり自らは秘めた力を解放した龍峰を相手に劣勢になる。しかし、急激に膨大な小宇宙を燃焼させた反動で龍峰が意識を失ったことにより窮地を脱する。最期は息子の秘めた力を解放させるため、わざと技を受け倒れ欺いたことへの謝罪とする紫龍の最大の奥義を受け死亡する。
前述の通りフェイントを用いることもあるが、自身は武人肌で対戦相手にも敬意を表す性格である。一方、龍峰が聖衣を外した時「なぜ脱ぐ!?」と言い放ったり、上述の紫龍の行動に「何という親バカ」と呆れる場面もある。
チャクラム（スラッシュリーパー）のエウロパ
声 - 二又一成
技 - テリブルスラッシュ、無限回廊（むげんかいろう）、デストラクティブスラッシュ
口調は慇懃だが飄々としていて食えない性格をしている。パラスの直下の立場にいる。自ら戦うことよりも他者の戦いを見物するのを好むが、その力はエデンを圧倒するほどで黄金聖闘士にも引けを取らない。空中浮遊能力を持つほか、握力は新生聖衣に亀裂を入れるほど。自らに隠し事は不可能と公言するだけあり、邂逅したエデンの心の迷いやハービンジャーがアテナの聖衣を守っていることを把握しており昴の過去も知っている。
名の由来は木星の衛星「エウロパ」から。
当初、エデンに光牙抹殺依頼を出すが彼がスパイであることは最初から感づいており、彼に敗れたテーベを救出して去る。パラスベルダでは光牙達を討つ指令を受け彼らの前に現れ軽くあしらう。エデンの登場後、彼の「神の力は不要」との発言に反応し驚異的な小宇宙を纏った昴の拳を受け、膝落ちさせられ動揺したところをエデンの技を受け負傷、撤退する。刻の門ではエデンを抑え込むもアテナや黄金聖闘士の登場により撤退する。「ショー」を見たいがために復讐に燃えるメトネにアンチ・リミットを授けるといった道楽をしたこともある。
【Ω覚醒編】
パラス城内部で光牙達の前に現れアテナに嫌味を言い挑発、激怒し向かってきた青銅聖闘士達を一蹴しパラスの元へ行くには、1つ目の青の通路、通る者は神の裁きを受けるという「アルフヘイム」、2つ目の黄の通路、時空の狭間へ繋がっているという「ニブルヘイム」、3つ目の赤の通路、究極の試練を与えるという「ドヴェルグ」、4つ目の緑の通路、世界の終焉に通じているという「ヴァナヘイム」の4つの道から正しい道を選択しなければならないことを告げるも、それは彼の策でありどの道も同じところを永久に彷徨う無限回廊である。しかし、タイタンからはこのやり方を気に入らず不信感を露わにされている。アイガイオンが一輝と共に消滅した後、刃の折れた重爆雷斬刃を回収した。アテナを利用しサターンを復活させることを目論み、無限回廊を脱出した氷河・瞬との対峙の際は、逃亡しているように見せかけ時間稼ぎをしていたがサターンの降臨が近いことを感じるとその場をミラーに任せる。自らはパラスの元へ向かい彼女の真意を確かめる。
その正体はサターンの側近の一人。玉座の間でのパラスとアテナの戦いを何処かで見物していたが二人が和解した時現れ、螺旋のリングから出でた二匹の蛇ウロボロスで両女神の小宇宙を吸い取り、自らは本来の姿を見せ昴を誘う。サターンが居城へ帰還するとミラーと共に両女神の止めを刺すため、それを防がんとする瞬と対峙。実力は心中の発言から瞬と「このままでは決着がつかない」ほど。序盤は追い込むも瞬の技を受け刻衣を全壊させられる。想定していた以上のダメージで瀕死の状態になりつつ、なおも両女神の命を狙うが、パラスを誑かしたことへの怒りに燃えるタイタンが立ち塞がると恐怖し自らの保身のため、パラスへ世界の半分の分与をサターンに進言することを提案し命乞いをするもタイタンの技を受け消滅する。
ガントレット（ファントムアーム）のエーギル
声 - 真殿光昭
技 - サイオニックハンド、ファントムクロー、クロニックファントムクロー、（天地崩滅斬を使用）クロノデストラクション、（ファントムアーム・オブ・ハイペリオン時）、超爆殺ファントムバースト（ちょうばくさつ-）、天地崩滅グレートデストラクション（てんちほうめつ-）
ハイペリオン配下で彼への忠誠心は高い。避難民もろともパライストラに集結した聖闘士達を抹殺すべく差し向けられたパラサイト軍の指揮を取る。その手には指揮官の証である乗馬鞭が握られている。兵の悉くを玄武に倒されたため、彼と一騎討ちをするも劣勢に追い込まれるがハイペリオンから貸し与えられた圧倒的な小宇宙を放つ破壊の聖剣・天地崩滅斬を手にしてからは逆に玄武を追い込む。しかし、彼の全小宇宙を乗せて放った技を受け聖剣を破損させられ任務失敗に陥り、光牙の首を差し出すことで失敗を回避しようとするが、光牙の技を受け敗れる。
【Ω覚醒編】
パライストラ攻防戦で死亡したと思われていたが、天地崩滅斬の破片で強化したファントムアーム・オブ・ハイペリオンを携えサターンの軍勢と戦っている鋼鉄聖闘士達を襲撃。天地崩滅斬の破片の力で刻衣を再び纏い彼らを追い込んでいくが、初代鋼鉄聖闘士達のスチールハリケーン及びΩの片鱗を見せたエマの攻撃で刻衣が破壊されており、最期は邪武の技を受け死亡する。
ミスティックストーンのスルト
声 - 荻野晴朗
技 - コスモ・リフレクト、コスモコンダクション
Ω覚醒編に登場。アイガイオン配下。聖闘士を無力化するため作られたミスティックストーンと呼ばれる刻衣の胸に埋め込んである宝石を操る。人間の可能性に興味を持つアイガイオンのため、限界まで追い詰められた人間の力を見定めるべく、アルフヘイム内の「水晶のドーム」にて光牙達を待ち受ける。全ての攻撃を跳ね返す力を持つミスティックストーンで盤石の防御を敷きつつ、周囲にある無数の水晶に自らの技を反射させ全方位に攻撃を可能とする戦法を駆使し光牙達を追い詰めるも、小宇宙を持たない物はコスモ・リフレクトを通過できることを看破した瞬の指示のもと、ユナや蒼摩に視界を遮られ、小宇宙を消すため聖衣を外し瞬の鎖によって守られた光牙にコスモ・リフレクトを突破されミスティックストーンを破壊される。勝敗は決したが瞬の勧告に応じず、なおも攻撃せんとしたため瞬の技を受け死亡する。

#### 三級刻闘士
各地に尖兵として赴き実戦や破壊活動を行う。
モーニングスター（スタークラッシャー）のタルヴォス
声 - 荒井聡太
技 - アイアンメテオ、アイアンメテオストライク、（ハイパースタークラッシャー時）ハイパーアイアンメテオ、アイアンメテオバズーカ
鋼鉄聖衣を握るだけで亀裂を入れるパワーを持つ。パラスに忠誠を誓っているのではなく利用していて人間世界を破壊することを愉しんでいる。光牙を狙うが新生聖衣を纏った彼の技を受け撤退、全面戦争開始後に再度光牙の前に現れ彼を籠絡しようとするも、昴の言葉を受けて立ち直った光牙に敗れる。パラスベルダでは、攻撃力防御力とも格段に上昇した重装甲のハイパースタークラッシャーの刻衣を纏い青銅聖闘士達の前に立ち塞がるも、鉄球を龍峰に砕かれさらに光牙の技を受け死亡する。
スピア（ブリューナク）のロゲ
声 - 三宅淳一
技 - クロノディレイド、ニードルダンス、ブラストビースティンガー
手下に、聖衣さえも貫通して相手を麻痺させる毒蜂・パラサイトビー1万匹がいる。聖闘士候補生達を抹殺するため復興したパライストラに侵入し蒼摩を苦しめるが流星拳を受け撤退、パラスベルダで再び蒼摩の前へ現れ交戦して負傷させる。彼が身を隠した家をパラサイト兵と共に包囲し止めを刺そうとするも、彼と鋼鉄聖闘士達の連携攻撃を受け死亡する。自らは意図せずに蒼摩に仲間の大切さを教える。
クロー（マックスブリリアント）のユミル
声 - 戸塚利絵
技 - マッドネスクロー、ツインマッドネスクロー
メトネは双子の弟。弟と共に聖闘士を倒す任務を受け、ジャミールでユナを襲撃するも蒼摩・ユナの技を受け撤退する。パラスベルダでは、因縁のある蒼摩・ユナの前に現れる。メトネが「黒の砂時計アンチ・リミット」を使用した際は、恐怖の表情を浮かべて止めるよう懇願するが命と小宇宙を彼に吸収され死亡する。
クロー（マックスブリリアント）のメトネ
声 - 根本幸多
技 - クロノディレイド、マッドネスクロー、ツインマッドネスクロー
双子の姉であるユミルには忠実だが同時に過剰なまでの愛情を抱いている。姉と共に聖闘士を倒す任務を受け、ジャミールでユナを襲撃するも蒼摩・ユナの技を受け撤退する。この屈辱から狂気に陥り、パラスベルダでは因縁のある蒼摩・ユナの前でエウロパから授かった「黒の砂時計アンチ・リミット」を使用して姉であるユミルの命と小宇宙を吸収。強力なパワーを手に入れ彼らを追い込むも連携攻撃を受け敗北。最期は自らが炎に捲かれるなか、眼前に現れた激怒した姉の幻影に怯えながら飲みこまれ消滅する。
トリプルロッドのハリメデ
声 - 宮崎寛務
技 - フレイルシュート、クロノディレイド、トリプルディザスター、（ファントムイーター時）ブルータルファントム、ファントムスクリーム
自らの強さを追求し力を誇示することを好む性格で、情や優しさは強さを高めるための妨げになると考え相手の弱点につけこむ戦法を第一としている。トリプルロッドを棒として打撃、三節棍として攻撃と防御、投げて遠距離攻撃と自在に操る。青銅聖闘士を抹殺する任務を受け廬山にいる龍峰を狙うが新生聖衣を纏った彼の技を受け撤退。全面戦争開始後は、とある町を襲撃し大半の住人を石化するも現れた瞬の強さに追い込まれたため、自らが石化したフィリップの弟・レイに石化解除と引き換えに瞬の聖衣石の入手を持ちかける。聖衣石を奪った後は手を出せない瞬を痛めつけていたが兄の想いを受けたレイに聖衣石を奪い返され、小宇宙を高め新生聖衣を纏った瞬の技を受け敗走する。パラスベルダではタイタンから新たに授けられた、2級パラサイトの武器にも匹敵するという三節棍「ファントムイーター」を手に光牙を痛めつけるも、戦うことを拒む小馬座の聖衣の説得に成功した昴の技に自らの技を破られ死亡する。
ダガーのハティ
声 - 岡本寛志
技 - クロノディレイド、ブラッディレイン、ブラッディダガー、ブラッディスコール、ブラッディハリケーン
離れた相手の心音を聞くことのできる鋭い聴覚を持つ。そのため相手の筋肉の軋みや血流音を聞いて動きを予測することが可能。仲間意識というものを信じない性格で、自身の地位が上がることのみに拘泥しており上司達の存在もそのための障害としか考えていない。「黄金潰し」という異名をもつ栄斗を倒し二級パラサイトへの昇進を目論む。ライブ会場では光牙や昴と交戦、直後現れた栄斗のシャウトで耳を封じられた所に流星拳を受けるがレアの登場で窮地を脱し彼と共に撤退する。全面戦争開始後は、鋼鉄聖闘士達を抹殺するため光牙や昴と共にパライストラへ向かう鋼鉄聖闘士達の前に姿を現す。昴を身を挺して救ったエルナを殺害したため、激怒した昴の技を受け敗走する。パライストラでは玄武亡き後のパライストラ陥落を目指しパラサイト兵の軍勢を率い光牙の前にまたもや現れるが星矢の登場により形勢は逆転、さらには遅れて現れた沙織の小宇宙に動くことすら出来なくなり、その勧告に従い撤退する。パラスベルダではテーベと共にタイタンから青銅聖闘士抹殺の任を受け、地上からテーベ、地下から自らが進軍し挟撃を謀るもテーベが地下もろとも吹き飛ばすことを感じ撤退。度重なる失態を犯し「出世のチャンスを邪魔した」と、ケレリスを逆恨みし最後の戦いを挑み追い込むも、自らの渾身の技を彼の命を賭した技に破られ死亡し、最期まで己の出世のことのみを考えていた。
ハンマー（デーモン・インパクト）のテーベ
声 - 沼田祐介
技 - デーモンズハンマー、ギガンティックメテオ、ギガンティックアステロイド
自らは品がなく下劣であるが軟弱者を嫌う。白銀聖闘士エネアドを倒したが実際は武器に依存しており、玄武に返された自分の攻撃には対処できず、最終奥義に至ってはコントロールもままならない。エデンへ光牙抹殺依頼を要請するエウロパに同行、その際、前々から反感を抱いていたエデンに食って掛かりエウロパに窘められる。さらには、光牙とエデンの戦闘に乱入しアリアの墓の上空に隕石を召喚しその停止と引き換えに土下座を要求するなど嫌がらせもする。本心を示し新生聖衣を纏ったエデンの技を受け、昴の追加攻撃をも受けそうになったところをエウロパに救出され彼と共に撤退する。全面戦争開始後はエーギルに率いられパライストラ包囲殲滅戦に参戦するも玄武に敗れる。パラスベルダでは、ハティと共にタイタンから青銅聖闘士抹殺の任を受け、地下からハティ、地上から自らが進軍するもエデンに自らの奥義を破られ、その破片である隕石の下敷きになり死亡する。
デスサイス（ソウルキラー）のキュレーネ
声 - 私市淳
技 - ストームカッター、デビルエクスクルージョン、デビルツインテンペスト
双子の弟グレイプと共に「死神の大鎌」を操り「パラサイト最強の双子」を名乗る。口調は丁寧であるが感情を表に出さず冷徹。パラスベルダへの道中で光牙達を待ち伏せ吊り橋を切断、栄斗と昴を仲間達から分断したが、栄斗の策により見晴らしの良い場所で自分達が分断され昴の技を受け撤退する。パラスベルダでは地下からパラス城へ向かう光牙達を弟と共に迎撃し優勢に立つも、遅れて現れ新生聖衣を纏った昴の技に双子究極奥義を破られ死亡する。
デスサイス（ソウルキラー）のグレイプ
声 - 松原大典
技 - デビルブリザード、デビルツインテンペスト
双子の兄であるキュレーネと「パラサイト最強の双子」を名乗る。口調は荒く好戦的であり感情を表に出す性格。兄との連携攻撃を得意とするが、子供の頃から競い合ってきたこともあり二級昇格もどちらが先か競っていて、ユミルとメトネの姉弟とは違い互いのことよりもそれぞれが自らの手柄を立てることを第一にしている。仲間達から分断した栄斗と昴を兄と共に襲撃するも、栄斗の策に嵌り一対一に分断させられ彼の技を受け撤退する。パラスベルダでは地下からパラス城へ向かう光牙達を兄と共に迎撃し優勢に立つも、遅れて現れ新生聖衣を纏った昴の技に双子最大最強の技を破られ死亡する。

#### 元聖闘士のパラサイト
スタッフ（スカーレット・ジェイナス）のパラドクス
声 - ゆかな
元双子座の黄金聖闘士である二級パラサイト。黄金聖闘士としては双子座のパラドクスの項目を参照。ガリアをして「戦場を掻き乱すとびきり愉快で危険なおもちゃ」と呼ばれる。
デスウォッチの時貞（ときさだ）
声 - 速水奨
Ω覚醒編に登場。時計形の杖を操る元水瓶座の黄金聖闘士である二級パラサイト。黄金聖闘士としては水瓶座の時貞の項目を参照。
クラブ（インパルス・メイス）のエデン
三級パラサイト。オリオン座のエデンの項目を参照。

#### 階級不明
アルケミーグローブのミラー
声 - うえだゆうじ
技 - エレメントリジェクション、分身の術、ファイヤーウォール、アルティメットリジェクション
階級不明でスリルを楽しむため敢えて生身で戦う一風変わったパラサイト。錬金術の名を冠し聖衣破壊に優れたアルケミーグローブを両腕に装備する（左腕のそれは普段は使用せず切り札）。触れると聖衣と激しく共鳴し破壊するアルケミーグローブの他、光速の動きや殺気を消すといった能力を持つ。四天王の召集にも応じず、聖闘士を倒し破壊した聖衣と聖衣石をコレクションしている。パラスに対しての忠誠は皆無で、エウロパと同様にサターンの降臨を待っている。タイタンをして「戦局を大きく動かす力をもつ」と言わしめる実力者。
白銀聖闘士メンカルら幾人もの聖闘士を倒しその聖衣を破壊。光牙・龍峰・栄斗の前に立ち塞がり、「聖衣を破壊される前に自分に一撃でも入れたら撤退する」といったゲームを始め圧倒的な力で3人を追い込む。殺気を消し接近した栄斗に気づき聖衣を破壊するも、腕をつかまれ彼の技を受ける。一撃を浴びた怒りから前言を翻し本気で戦おうとするが、現れたエウロパの説得を受け撤退する。パラス城近辺では光牙達と交戦中に、突如現れた一輝に興味を持ち、その聖衣を破壊するため戦いを挑む。光牙達には捉えられなかったスピードも一輝の前では通じず、一旦は一輝の聖衣を粉々に破壊するも自己修復機能によって再生され、右腕のアルケミーグローブも破壊され苦戦を強いられる。一輝をして「外道」と言わしめる元から破綻している精神のため幻魔拳の影響は無いが、終始劣勢に戦う羽目になり彼の技に吹っ飛ばされ、11個ほどの聖衣石のコレクションを奪い返される。頭に血が昇り全力で戦おうとするも現れたエウロパの説得に応じ再び撤退する。
【Ω覚醒編】
氷河と瞬と対峙するエウロパからその場を任され氷河と瞬の前に立ち塞がる。
その正体はエウロパと同様側近の一人。サターンの降臨を感じると馳せ参じ、主が居城へ帰還するとエウロパと共に両女神の止めを刺すため、それを防がんとする氷河と対峙。実力は氷河の心中の発言から互角である。氷河をして「一人前」と言わしめるスピードで翻弄、自らの技を放ち氷河を下すもその際に両腕を破壊され目を離した隙に足を凍結させられ、序盤に言い放った台詞を氷河に皮肉たっぷりに言い返されつつ技を受け死亡する。

#### パラサイト兵
四級とも呼ばれるパラサイトの雑兵。一般の兵士の他に、パラス城周囲には三級にも匹敵する力を持つ兵士が守りを固めている。隊長クラスは頭部に角がある刻衣を纏う。
隊長
声 - 服巻浩司
民間兵を雑兵と共に襲撃しようとするもハービンジャーに腕を折られる。彼がその後現れた玄武と口論中に逃走する。
兵長
声 - 馬場圭介
ハティへ襲撃した鋼鉄聖闘士養成所が既に無人であることを報告する。鋼鉄聖闘士養成所の跡地に来た光牙と昴に雑兵と共に倒される。
兵長
声 - 半田裕典
パラスベルダ侵略時、民衆に全面降伏を通告した。小馬座（エクレウス）のキタルファの命を賭した技で倒される。
雑兵
声 - 半田裕典、前田邦宏、小杉史哉、松本大督、阿座上洋平、笹井雄吾、井野優、新井良平、金本涼輔
各自、棍棒・ブーメラン・斧・槍・弓・盾など様々な武器を持つ。上官の命令で青銅聖闘士達の足止めや各地の村々への襲撃を行う。パライストラ包囲殲滅戦ではエーギルの指示のもと進軍を開始するが、玄武に軍勢の多くを倒されエーギルの敗北により撤退する。玄武亡き後のパライストラ攻略を目指しハティがパラサイト兵の軍勢を率い光牙の前に三度現れるが、星矢のアトミックサンダーボルトで全滅寸前になるもアテナの登場でハティと共に撤退する。パラスベルダ攻防戦では星矢達を食い止めるため奮闘する。

## サターンの軍勢
サターン
小馬座の昴の項目を参照。
エウロパ
チャクラムのエウロパの項目を参照。
ミラー
アルケミーグローブのミラーの項目を参照。
タイタン
聖剣・天神創世剣のタイタンの項目を参照。
ハイペリオン
聖剣・天地崩滅斬のハイペリオンの項目を参照。
ガリア
聖剣・武神光臨剣のガリアの項目を参照。
アイガイオン
聖剣・重爆雷斬刃のアイガイオンの項目を参照。

## その他
城戸沙織（きど さおり）
声 - 中川翔子、（幼少）金香里
地上の女神アテナの化身。13年前のマルス軍との戦闘で自ら女神の聖衣を纏いマルス四天王を封印、メディアが召還した闇の隕石の衝突から地上を守り、その際、近くに居合わせた光牙を保護し養子にするも、マルスの再来時に魔傷を体に受け、体調を崩しとある孤島に隠遁していた。光牙には自身がアテナであることを明かしておらず、彼に聖闘士になるための修行を強いたことに心を痛めながらも、その理由を「聖闘士にならないと守れない」としか語っていなかった。かつて星矢が纏っていた天馬座の聖衣石を光牙に授けて間もなく、襲来したマルスに拉致され、火星で新世界を創造する世界樹の人柱とされたが光牙や星矢の奮闘で救出される。
【新生聖衣編】
パラスの降臨とパラサイトの地上侵攻という夢を見た直後、腕にパラスとの因果を表す「螺旋のリング」が突如現れ、力をパラスに吸収され始める。星矢を派遣するも復活を阻むことは出来ず、パラスやパラサイトにより石化する人や街の増加を受け、悩みながらもパラサイトとの戦いを決意し全聖闘士を聖域に招集する。パラスに力を奪われ徐々に弱ってきている中、パライストラでの玄武の死によりパラスと戦う迷いを断ち切り、自らの命を削りパラスの居場所を探し当てる。戦いが佳境に入るとアテナ神殿で自らの聖衣を取りだしその守りをハービンジャーへ依頼し、黄金聖闘士達を率いパラスベルダへ参戦、刻の門では聖闘士と共に自らの小宇宙を光牙に送り門の破壊を援護する。
【Ω覚醒編】
ヴァナヘイムを星矢・貴鬼・ハービンジャー・フドウと共に進み、インテグラに敗北し疲弊したパラドクスへ小宇宙を分け与え、彼女の内にある憎しみの心を解きほぐす。玉座の間ではアテナの聖衣を身に纏い、パラスとの激闘の末に和解するが「螺旋のリング」から出でたウロボロスに拘束され小宇宙を奪われる。最終決戦では、サターンに時を奪われ石化するがほぼ全ての聖闘士や鋼鉄聖闘士に、光牙へ小宇宙を送るよう呼び掛ける。戦後、旅へ出る光牙を星矢と共に見送る。
辰巳（たつみ）
声 - 堀之紀
アテナ・沙織に仕える執事。沙織の幼い頃から身の回りの世話をしてきた人物で、療養生活を送る彼女の看病をしながら光牙・シャイナと共に孤島で生活していた。光牙には厳しく接しているが、家族のような感情も抱いており、「じじい」と呼ばれて慕われている。沙織が拉致された後は魔傷に侵されたシャイナを看病し、旅に出る光牙を見送った。
原作でのフルネームは辰巳徳丸（たつみ とくまる）だが、本作では名字のみの表記。
【新生聖衣編】
聖衣を失い、戦うことの出来なくなった光牙を叱咤する。
アリア
声 - 能登麻美子
属性 - 光
マルスによって「新しい時代のアテナ」として擁立されたベリーショートヘアの少女。強力な光の小宇宙の持ち主だが自身では小宇宙をコントロールできる技術を持っていない。13年前、メディアが召還した闇の隕石の落下地点近くに光牙と共に居合わせ、彼女と光牙に気づいた沙織が自らの光の小宇宙で咄嗟に包み守ったことで光の小宇宙を受け継いだが、直後にマルスに攫われた。アテナとして形式上は大切に扱われるもその実、幽閉された籠の鳥で自由は無くその強力な光の小宇宙を利用され続けてきた。光牙と出会ったことで二人の光の小宇宙が共鳴を起こして自我を取り戻し、彼らに救出されて以降はマルスの野望を止めるため共に行動する。長らくの幽閉生活の影響で世間知らずだがマルスの野望についてはある程度知っており、地球の小宇宙を吸い取る遺跡の破壊のため光牙達を各遺跡へ案内する。自らの小宇宙と遺跡に対応した属性を持つ聖闘士の小宇宙とを合わせることで、遺跡のコアを破壊し「コスモクリスタル」を生成する能力を持つ。若手の白銀聖闘士達の中にはマルスに騙されて彼女が真のアテナだと思い込んでいる者も数多い。光牙達との旅を通じて感情も豊かになっていったが、自身を奪還するため現れたエデンに仲間達が痛めつけられるのを見かね彼と共にマルスの元へ戻った。乳児期からの長い監禁中にたった1人自身に優しく接してくれたエデンには悪い感情はなく、地上を救うためとはいえ彼の望みに反することには後ろめたさも持っている。闇の遺跡・エレボスで光牙と共にコアを破壊した後に現れたマルスとの戦いの際、光牙達の持つコスモクリスタルと自らの小宇宙を合わせて「杖」を作り出し青銅聖闘士達を援護するもマルスの作り出した槍に胸を貫かれ致命傷を負う。崩壊する遺跡の中、光牙達に感謝の言葉を述べつつマルスを止めるため自らの最期の力で光牙達を地上へ返す。死後の魂は「死よりも深い闇」にあるらしいが、残留思念が花びらとなり自身の想いを見せて迷いの中にあったエデンを導く。アプスを消滅させた光牙の前に現れ礼を言い、光の雨を地球に降り注がせ全ての魔傷を浄化させる。
グエン
声 - 渕崎ゆり子
土の遺跡近くの貧しい村で、両親の営む食堂の手伝いをしている少年。土の小宇宙がバベルの塔に奪われたことで土地が痩せて作物が獲れず、客に十分な量の食事を提供出来ないことを嘆いていた。光牙達を土の遺跡に導く案内役を買って出る。
パウロ
声 - 中博史
沿岸の観光地で、ペンション「パウロ＆アン」を経営する初老の男性。光牙達をアルバイトにスカウトする。
アン
声 - 中友子
パウロの妻。ペンション「パウロ＆アン」の口うるさい女将さん。
春麗（しゅんれい）
声 - 吉田小南美
龍峰の母で紫龍の妻。戦いに向かう息子を心配しつつ、夫を側で見守り続けている。最初は以前と同じく三つ網のロングヘアだったが新生聖衣編からは髪を切ってショートにしている。
羅喜（）
声 - 前田愛
貴鬼の弟子。ジャミールで共に暮らしている。聖衣の修復も簡単な手伝い程度なら出来る。まだ幼くお転婆なところが目立つが、その笑顔と明るく元気な性格で周囲を和ませる存在。かつての貴鬼同様テレキネシスが使えるものの、戦闘力はまだ低い。貴鬼のお使いで銀星砂（スターダストサンド）を採取しに向かう途中で、光牙一行と初めて出会う。
【新生聖衣編】
聖衣修復のため貴鬼のもとを訪れていたユナを一番好きな場所へ案内して彼女を激励、パラサイトとの交戦時にはテレキネシスでユナを援護する。パラスベルダでは貴鬼に先行して大量の銀星砂を鞄に入れて運搬しているところをハリメデと遭遇、短距離とはいえ瞬間移動も使えるようになっていたが窮地に陥り光牙と昴に助けられる。小馬座の聖衣が纏う者が戦いで死ぬことを悲しみ戦いを拒んでいることを昴に教える。
【Ω覚醒編】
パラサイト兵と戦う鋼鉄聖闘士達のサポートを担う。最終決戦では、サターンに時を奪われ石化するが沙織の呼び掛けに応え自らの小宇宙を光牙へ送る。戦後、他の黄金聖闘士達から教皇就任を打診されたハービンジャーをからかう。
森隠善三正孝（もりがくれ ぜんぞう まさたか）
声 - 中村浩太郎
八代目富士流忍術当主で、栄斗の父親。強力な幻術を操る一流の忍者。聖闘士になるため里を捨て忍びの道に背いた息子に対し、父親として想う気持ちを内に秘めつつも表向きには当主として「もういないもの」と厳しい態度を取っている。なお、クレジットでは「善三」表記。
親族
声 - 平井啓二
技 - 土遁 幻傀儡の術（どとん げんくぐつのじゅつ）、風遁 鎌鼬の術（ふうとん かまいたちのじゅつ）、口寄せの術（くちよせのじゅつ）
芳臣の父。息子を死に追いやったとして里に戻ってきた栄斗を襲撃する。
リネ
声 - 辻あゆみ
ユナと仲の良かった同郷の少女。戦争に巻き込まれ死亡する。 闇の遺跡・エレボスの「悔恨 贖罪の間」でユナの前に現れる。
闇の精霊
声 - 高乃麗
闇の遺跡・エレボスに存在する。遺跡へ入った者達の抱える心の闇を投影し苦しめる。光牙を闇に引き込もうとするもアリアの光の小宇宙を受けて消滅する。
パラドクスの両親
パラドクスとインテグラの両親。パラドクスを「薄気味悪い子」と毛嫌いして冷たく接しており、彼女の予知を信じずに外出したために事故に巻きこまれる。その後の行方は不明だが、事故から救ってくれた紫龍に惹かれ聖闘士になる決意をしたパラドクスに去られることになる。
童虎
声 - 矢田耕司
紫龍の師である先代の天秤座の黄金聖闘士。紫龍と玄武の回想に登場。最後の弟子として幼い玄武を指導し、才がありつつも修行に身の入らない玄武を諭す。紫龍には「ユズリハの心を持て」と教えており、レアとの戦いで彼が実践することとなる。
ミーシャ
声 - 進藤尚美
ルードヴィグの妻でソニアの実母。穏やかで優しい性格で、かつては夫と娘と幸せに暮らしていたのだが、演奏会場で発生したテロに巻き込まれ死亡してしまい、それをきっかけにルードヴィグは心の闇に囚われ始めてしまう。
アプス
声 - 飛田展男
属性 - 闇
全ての生まれと滅びを支配する闇の神。その力はマルスをも上回り、メディアは宇宙の闇の中枢、そのすべての根源といわれる闇の絶対神と評する。アテナとマルスの最初の戦いの中、メディアが地球に呼び寄せた隕石として地上に飛来し７つの属性を小宇宙に齎した。光牙を器として憑依しアモールを一撃で倒し、自らが創造するも他の神々に奪われた宇宙を取り戻そうと、沙織もその神々の一人と捉え手にかけようとする。星矢らの活躍で光牙から引き離されてからは沙織を攫い闇の深淵へと向かう。追ってきた光牙と対峙した際は右肩に山羊、左肩には獅子を象った鎧を纏い強大な闇で追い込むが、アリアの光によって全てが照らされ怯んだところをユナ達の小宇宙を右手に結集した光牙の拳を受け消滅する。
レイ
声 - 津田美波
ハリメデに襲われた町の少年。フィリップの弟。兄の石化を防げなかった聖闘士に不信感を抱いていることを付け込まれ、ハリメデから石化解除と引き換えに瞬の聖衣石の入手を持ちかけられる。盗んだ聖衣石を差し出すも、助けに来た瞬がその身を犠牲にした姿を見て反省し聖衣石を奪い返す。ハリメデの撤退後、瞬に謝罪し町を守る決意を固める。
フィリップ
声 - 進藤尚美
ハリメデに襲われた町の少年。レイの兄。弟の身代わりに石化する。
セレーネ
声 - 本多真梨子
パラスベルダ市街に住む少女。パラサイトのパラスベルダ侵攻後、街の人々と共に地下へ避難する。周囲が年上ばかりなので大人びた態度をとりがちだが、苦境の中でも明るさを失わない逞しさを持つ。慕っているケレリスが負傷した際、薬を地上から持ち出そうとする所を、パラサイト兵に発見されるも光牙達に救出される。
【Ω覚醒編】
戦後、パラスベルダで自らの過ちを悔やむパラスへ紅茶を差し出して励まし、返礼として彼女が大事にしていたアテナ人形を貰う。

## ゲーム版のキャラクター
PlayStation Portable用対戦型格闘ゲーム『聖闘士星矢Ω アルティメットコスモ』は、光牙たちとマルスの軍勢との戦いの中盤に起きた出来事を描いており、テレビアニメ版から以下のキャラクターが登場する。
- 青銅聖闘士
  - 天馬座の光牙、仔獅子座の蒼摩、鷲座のユナ、龍座の龍峰、狼座の栄斗、オリオン座のエデン、アンドロメダ座の瞬
- 白銀聖闘士
  - 蛇使い座のシャイナ、水蛇座の市、孔雀座のパブリーン
- 黄金聖闘士
  - 射手座の星矢、牡羊座の貴鬼、獅子座のミケーネ、天秤座の玄武、山羊座のイオニア
- 火星士
  - 雀蜂のソニア

本節では、アニメに登場しないゲーム版限定のキャラクター2名について詳述する。
海魔女（セイレーン）のソレント
声 - 塩屋翼
笛の音とともに野営中の光牙たちの前に現れた謎の男。かつてアテナに封印された海皇ポセイドンが地中海のタラッサ島で復活しようとしていることを警告し、大海の小宇宙を秘めた石「アクアドロップ」を7つ集めることで、海底神殿に乗り込むために必要な「トリトンの鱗衣（スケイル）」が出現すると教える。同時に、聖闘士同士でアクアドロップの争奪戦を行い、1つしかない鱗衣の装着者を決めるように促す。
実は彼自身がポセイドンの配下であり、聖闘士たちを互いに競わせて共倒れを狙っていたことが、かつての戦いで面識のあった貴鬼の到着によって露見する。以後は自らの鱗衣をまとい、光牙たちの前に敵として立ちはだかる。
だがそれもまた演技であり、今のソレントは地上の人類を滅ぼそうと考えているわけではない。真相についてはポセイドンの節を参照。
ポセイドン / ジュリアン・ソロ
声 - 難波圭一
海皇ポセイドンの化身であるギリシアの海商王。一度アテナによって封じられた神の魂を再びその身に宿して地上の支配に乗り出すが、トリトンの鱗衣をまとった新世代聖闘士に野望を阻まれ、また眠りにつく。
強大な力に反してあっけなく退いたことを光牙から不審がられたが、ポセイドンの真意は雪辱戦にはなく、新世代聖闘士を鍛えるためにあえて悪役を演じたのであった。これは、マルスとの戦いを控えた沙織と星矢が、いずれ身動きが取れなくなることを見越して、自分たちの不在時に行動を起こしてくれるよう事前に依頼しておいたものである。
本来は敵同士であるポセイドンが聖闘士のために動くいわれはないが、アテナ自身が礼を尽くして頼んだことと、古の戦いで失ったアクアドロップの一部を返還されたことから、一度だけという約束で「道化役」を引き受けることにしたのだった。

## 補足
- キャスティングについては『デジモンクロスウォーズ』シリーズから続投し、『デジモンクロスウォーズ』に関しても同様の措置が取られている。1986年版のアニメ版の大半で同役を演じることもあった。そのため、星矢役の古谷徹のみ「（特別出演）」と併記されている。